# Folclore in Abruzzo

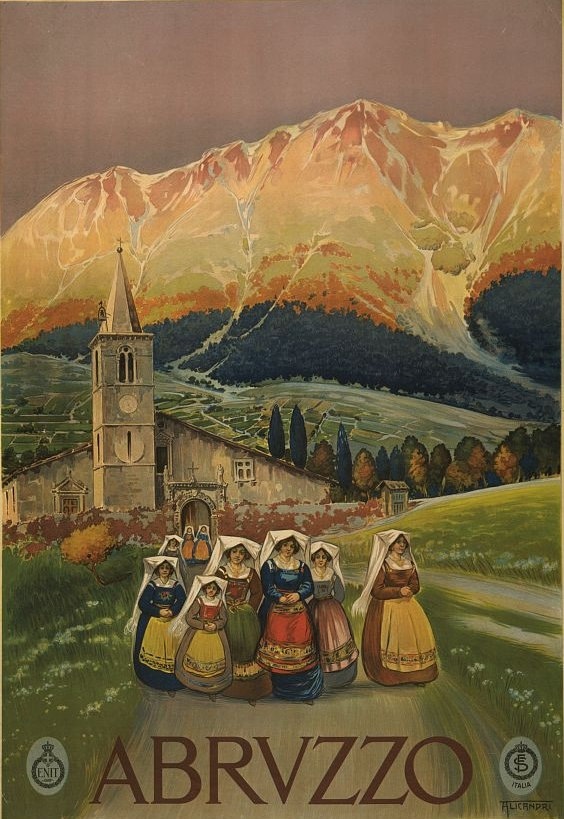
LAbrvzzo di Vincenzo Alicandri, cartolina pubblicitaria del 1920, ritraente Campo di Giove (AQ) e donne in costume locale

Un aspetto molto importante della cultura d'Abruzzo è dato proprio dal folclore e dalle varie tradizioni di origine popolare riguardo a feste patronali o a rievocazioni di fatti storici, assai differenti, sia dal punto di vista evocativo, sia da quello prettamente etno-antropologico. Tra queste ricorrenze, al livello religioso le più famose sono la Perdonanza Celestiniana all'Aquila, la festa dei serpari di Cocullo, mentre importanti rievocazioni sono la Madonna che scappa a Sulmona e la processione del Venerdì santo di Chieti.

## Storia

### Studi delle leggende

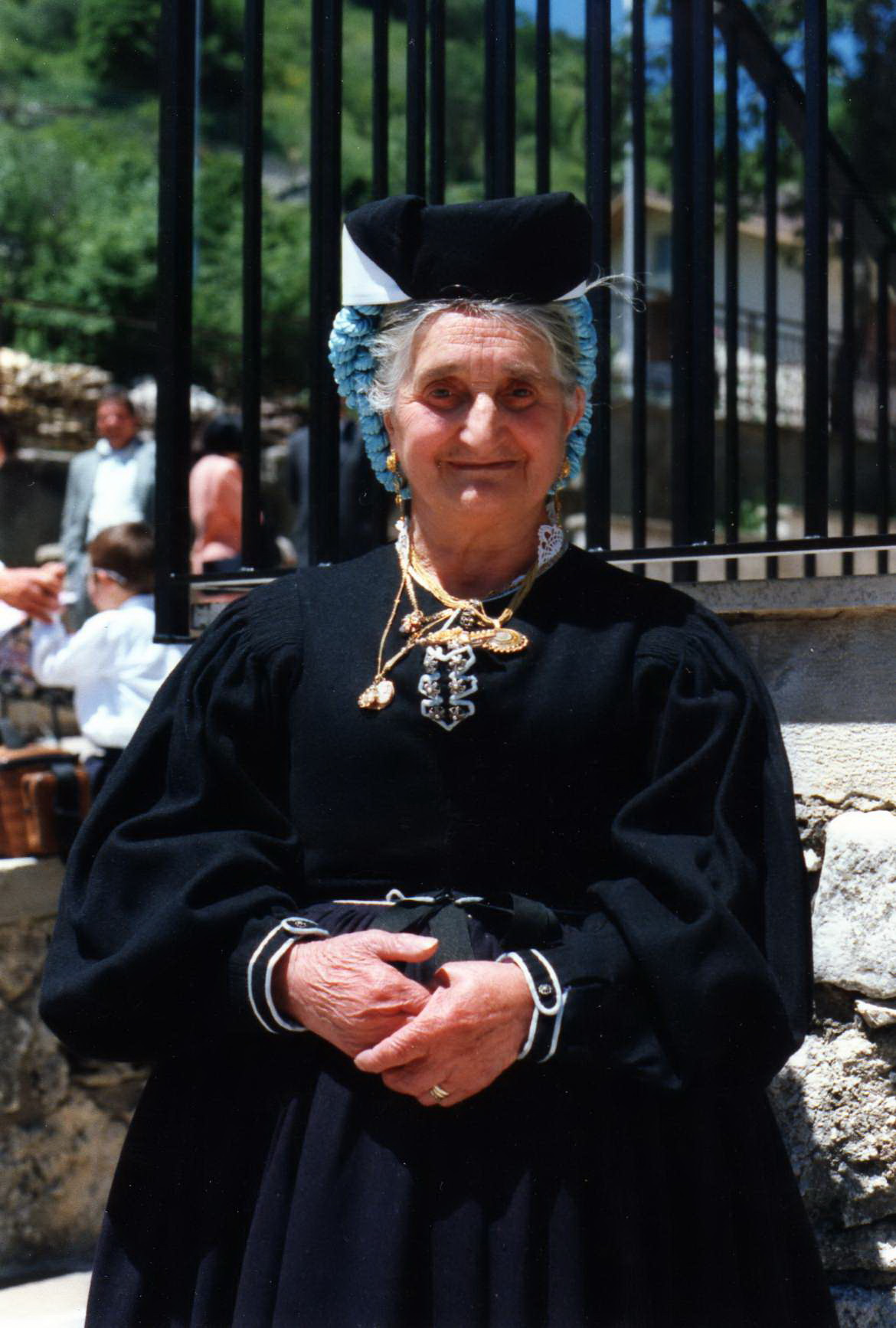
Donna di Scanno in costume tipico

Lo studio e l'interpretazione delle tradizioni popolari abruzzesi sono iniziati ad opera di studiosi nella metà dell'Ottocento, di cui si ricordano Gennaro Finamore (1836-1923), che realizzò il Vocabolario dell'uso abruzzese per la Carabba editrice di Lanciano (1883), scrivendo anche volumi come le "Curiosità e credenze popolari dell'Abruzzo"; poi venne l'archeologo Antonio De Nino (1832-1907) che si dedicò agli studio demiologici e linguistici contenuti nella raccolta Tradizioni popolari abruzzesi in 5 tomi, di cui si ricorda l'opuscolo "La gallina nera" riguardo alla credenza popolare secondo cui la cresta della gallina nera guarirebbe dal mal di testa. Anche il sulmonese Giovanni Pansa (1865-1929) compì un magistrale lavoro di studi sulle credenze popolari della regione, nella raccolta Miti, superstizioni e credenze popolari abruzzesi (1924-1927). Agli studi del De Nino su alcune pratiche abruzzesi, attinsero anche Gabriele D'Annunzio per alcuni suoi racconti incentrati sull'Abruzzo, e lo scrittore meno conosciuto Domenico Ciampoli. L'opera di Pansa è incentrata soprattutto sul rapporto sacro-profano, parlando delle leggende di San Leucio di Atessa, San Tommaso di Ortona, e dei miri e dei riti di strofinamento nelle grotte sacre (San Michele a Liscia), o di San Domenico a Cocullo per ottenere le guarigioni e le grazie.
Domenico Ciampoli (1852-1926) fu narratore, scrittore di favole e saggista; scrisse una raccolta di novelle di carattere verista sulla condizione della popolazione abruzzese, ma studiò anche alcune leggende popolari. Nelle Fiabe abruzzesi descrive il mondo agro pastorale, le celebrazioni votive al mese di maggio per la Madonna, e le consuetudini magico-sacrali legate al matrimonio. Infatti l'uso della magia e di erbe particolari per la cura dei mali, per le fatture, per i filtri d'amore, riguardavano profondamente la popolazione abruzzese, negli spetti più quotidiani della vita e nelle speciali ricorrenze: la nascita, il fidanzamento, il matrimonio, la morte. La necessitò di protezione da quanto può provocare danno anche un'occhiata invidiosa, causa di malocchio, si spiega con il fatto che la venuta dei figli era considerato un segno della benevolenza divina, sia in Abruzzo che nel centro sud.
Si ricorda infatti l'esempio dello studioso Gabriele Rossetti di Vasto che, malgrado la sua esistenza di uomo di mondo, era ancora legato a tradizioni popolari convenzionali, in questo caso del vastese, ossia che un padre non deve mai camminare sopra la testa del figlioletto seduto, onde bloccargli la crescita a vita; oppure per il fidanzamento si ricorda il "laccio d'amore" di Manoppello. Per la nascita antiche usanze impedivano di baciare il bambino prima del battesimo, e quella di appendere alla piccola camicia del neonato cornetti, oggetti d'oro e argento a forma di cuore; molto erano gli scongiuri contro i malanni dell'infanzia, dall'incantesimo contro i vermi al fuoco di Sant'Antonio abate. L'acqua ha una valenza molto importante nel folklore abruzzese, è terapeutica, tanto che moltissime fonte in Abruzzo sono ritenute miracolose, quasi sempre legate all'apparizione di un santo o della Madonna (come nel caso della fonte del santuario dello Splendore di Giulianova).
Riguardo al fidanzamento degli ischitani molto intelligente agli usi nuziali, vi erano norme particolare per la scelta della sposa, la richiesta ai genitori, il trasporto della dote, il canto della partenza del corteo, il pianto rituale della madre per il distacco dalla figlia. Un momento importante era rappresentato proprio dal trasporto della dote: venivano scritti veri e propri contratti matrimoniali (molti presenti nelle sale del Museo delle genti d'Abruzzo di Pescara o nel museo di Scanno), dopo lunghe riunioni di discussioni coi testimoni. Il trasporto avveniva per mezzo di un lungo corteo di carri addobbati a festa, in cui la biancheria veniva esposta in modo che tutti la potessero ammirare nei fini ricami a trapunta.
La festa del matrimonio, di cui si ricordano i casi di Scanno, Pettorano sul Gizio, Villalago, comportava la partecipazione di tutto il paese, il banchetto nuziale era considerato un vero e proprio rito di aggregazione alla comunità, rallegrato con canti e brindisi, con auguri di felicità e prosperità e abbondanza di figli.
Le usanze riguardo alla morte invece provengono da arcaiche tradizioni semi-pagane: il corpo del defunto veniva composto, vestito e sorvegliato, dopo che veniva messa una moneta sulla bocca e una in tasca per pagare il traghettatore verso l'aldilà. La bara veniva ornata con tutti gli oggetti usati in vita dal defunto, come un cappello, una pipa, un bastone, degli attrezzi di lavoro. Frequente era anche la lamentazione funebre da parte delle donne.
Tra i vari studiosi che formarono la prima cellula embrionale della demologia abruzzese, si ricordano Francesco Savini, Fedele Romani, Camillo Crocetti Guerrieri con i stuoi studi sulla poesia antica volgare abruzzese e sulle ballate di Sant'Antonio abate, Vincenzo De Bartholomaeis, che collaborarono alla realizzazione a Teramo della "Rivista abruzzese" (1886-1919), da non confondere con l'omonima costituitasi a Chieti per volere di Francesco Verlengia., e poi dal 1963 portata a Lanciano dal successore Emiliano Giancristofaro. La rivista approfondiva varie tematiche, non solo regionali ma anche nazionali, e si concentrò principalmente sugli studi dell'arte e di alcuni particolari storici dell'Abruzzo, specialmente dell'area teramana; De Bartholomaeis dette un forte contributo allo studio dei primi testi musicali e teatrali abruzzesi in dialetto aquilano (XIII-XIV secolo), scritti sul modello dei Laudari toscani e umbri, inoltre nel 1907 pubblicò un'edizione critica della Cronica rimata di Buccio di Ranallo.
Tuttavia il vero studio delle tradizioni popolari dei vari centri abruzzesi dovette prendere forma nelle persone del Romani e del De Nino.

### Antonio De Nino
Nato a Pratola Peligna vicino a Sulmona, Antonio De Nino si distinse da giovane nel campo della ricerca archeologica con saggi sulle antiche popolazioni italiche che si trovavano in Abruzzo, in particolare i Sanniti Peligni e Pentri, nonché i Vestini e gli Equi, quelli che popolavano la sua area peligno-subequana, e l'area dell'alto Sangro tra Castel di Sangro e Alfedena. Molte scoperte archeologiche di città antiche scomparse, di vestigia e monumenti, oggetti scultorei, nonché la riscoperta della città italica di Corfinium, vicino a Sulmona, dono dovute a De Nino, che catalogò non solo le scoperte, ma si propose anche di creare un sommario dei monumenti architettonici dell'Abruzzo, abbazie, chiese, castelli, opere scultoree, con la consulenza storica dell'amico Émile Bertaux, che alla fine dell'800 compì un viaggio tra la valle Peligna e la Marsica, accompagnato anche dai giovani Gabriele D'Annunzio e Francesco Paolo Michetti, che rimarranno impressionati dalle aree vergini di Scanno, Cocullo (il rito dei serpari), Sulmona, la grotta del Cavallone nella valle dell'Aventino, che riproporranno poi nelle loro opere.
Oltre al De Nino archeologo, esiste anche il De Nino folklorista, poiché con lo stesso metodo scientifico dell'archeologia, egli raccolse le informazioni storiche dei vari usi e costumi tradizionali dei popoli abruzzesi. Raccolse questi studi negli Usi Abruzzesi (1879), pubblicato a Firenze per i tipi di Barbera, lo dedicò all'amico Atto Vannucci; negli anni seguente pubblicò altri 5 volumi degli usi, non arrivando però a pubblicare il settimo per la morte nel 1907 nella sua casa a Sulmona in via Sangro 5. Questi volumi verranno analizzati e consultati dallo storico abruzzese Giovanni Pansa, il quale si distaccò dal metodo di indagine deniniano, e pubblicò vari articoli sulla Rivista abruzzese di Scienze, Lettere e Arti di Teramo, e presso la Rssegna abruzzese di Scienze, Lettere e Arti, da lui fondata (1897-1900), per poi riunire i suoi studi nei due volumi dei Miti, leggende e superstizioni d'Abruzzo.
Ancora oggi gli studi del De Nino, malgrado siano state avanzate critiche sul suo modello di indagine e su alcune pratiche desuete, sono consultati e apprezzati come fonte per nuove ricerche riguardo ai siti archeologici presenti nella valle Peligna e nella valle dell'Aterno, dato che egli fu il primo ad adottare nuovi criteri archeologici misti alla scienza per effettuare le scoperte, a differenza dei metodi obsoleti dei nobili, che rinvenivano lapidi, epigrafi, statue, e li conservavano per loro piacere nei palazzi, o nelle chiese, tanto che viene considerato come il padre dell'archeologia d'Abruzzo, avendo collaborato anche col Mommsen negli scavi abruzzesi-molisani, e col Dressel. Si adoperò per l'esposizione permanente delle sculture e delle opere d'arte da lui rinvenuti negli stessi luoghi della scoperta, pur di evitare che andassero in private collezioni o in musei di altre regioni, e fece aprire ad Alfedena, Corfinio e Castel di Sangro, presso l'ex convento della Maddalena, tre musei archeologici, che poi vennero intitolati alla sua persona.
In tutto De Nino aperse 107 campagne di scavo tra Abruzzo, Molise e Lazio, applicò anche il metodo critico dell'arte per catalogare e datare le opere rinvenute, se di origine italica oppure romana, o se fosse stata contaminata durante la conquista dei popoli italici, e si avvalse della collaborazione degli storici Adolfo Venturi ed Émile Bertaux; spesso ebbe problemi economiche nell'organizzazione degli scavi, ma si adoperò con passione per seguire personalmente ogni campagna, e curarsi della conservazione delle opere scultoree rinvenute
Opere di De Nino:
- Notizie degli Scabi di Antichità comunicate alla Reale Accademia dei Lincei, Roma 1877-78 (1885-87, 1889-92, 1894-1906)
- Il Messia dell'Abruzzo, Carabba editore, Lanciano, 1890
- Sommario dei Monumenti e degli Oggetti d'Arte, Tipografia Ed. L. Anelli, Vasto 1904
- Briciole letterarie, Lanciano, Carabba, voll. 2, 1884-85
- Indice delle scoperte archeologiche comunicate alla R. Accademia dei Lincei, in "Notizie degli scavi", Sulmona, Tip. A. Damiani, 1902-1906, I-II edd.
- Tradizioni popolari abruzzesi (scritti inediti e rari), B. Mosca (a cura),L.U. Japadre Editore, L'Aquila 1972, 2 voll.

Gli Usi e costumi abruzzesi

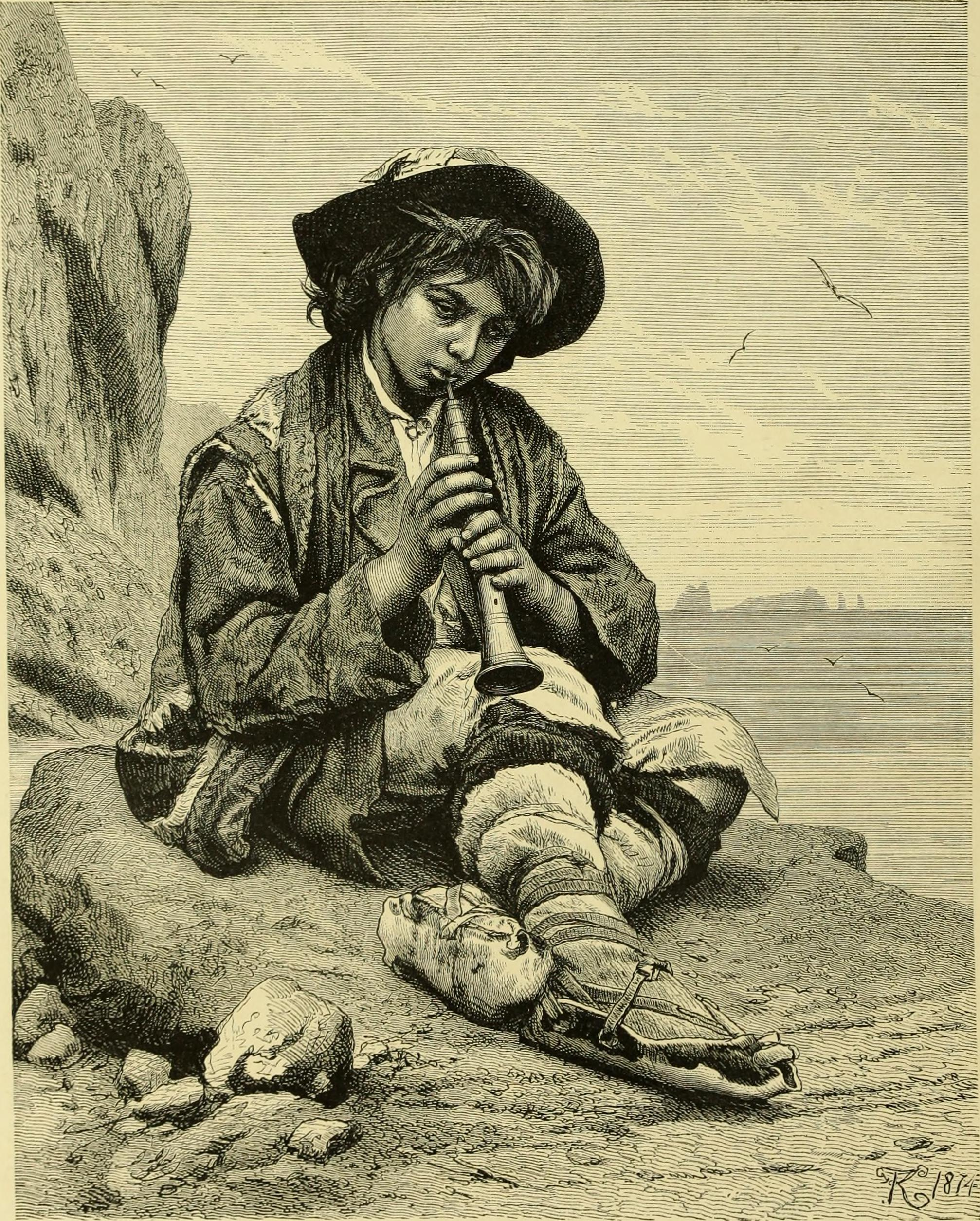
Pastorello abruzzese, disegno di Karl Stieler per Italy from the Alps t Mount Etna (1877)

Sono una vasta opera divisa in 5 libri, si ipotizza che De Nino ne progettasse anche un sesto. Questi volumi rappresentano la prima opera ufficiale di antropologia e demologia abruzzese, compiuta da un uomo del posto, e non da studiosi esterni. Benché già nella metà del '900 l'opera risultasse piuttosto obsoleta, più che altro una "raccolta da manuale elementare di folklore", come la definì lo studioso conterraneo Giovanni Pansa, i testi di De Nino sono ancora oggi di fondamentale importanza per comprendere alcune pratiche popolari oggi del tutto estinte, o esistenti in forma estremamente limitato presso gli anziani. Il primo testo degli "usi e costumi" si mostra come una raccolta disordinata di appunti e articoletti di poche pagine riguardanti curiosità che principalmente riguardano la fascia peligna, tra Sulmona e Pratola; è evidente che manca ancora il rigore scientifico della ricerca che si troverà in parte negli studi di Gennaro Finamore, e ancor più in Giovanni Pansa, che confrontò alcune usanze abruzzesi con altre sparse per il resto del mondo.
Il metodo di ricerca deniniano è puramente incentrato sul ricordo personale di antiche pratiche che ha sentito tramandarsi dalle genti della sua terra, pur avendo lo scrupolo di annotare le località di provenienza di tali pratiche e leggende. A partire dal secondo tomo degli "usi e costumi", De Nino ha strutturato in categorie le usanze abruzzesi riportate:
- Usi e costumi Abruzzesi, Firenze, Barbera, vol. I (1879), la prima parte si concentra su usanze varie, inserite senza uno specifico ordine, ciò tradisce una fase embrionale e non ancora definita del progetto monumentale che De Nino si assumeva di scrivere.
- Tomo II, 1881, Il percorso della vita: qui De Nino traccia il ciclo della vita all'abruzzese, partendo dal matrimonio (con lunga digressione sulle usanze di Scanno), fino ad arrivare alle tappe fondamentali dell'esistenza: la nascita, la fanciullezza, i giochi da ragazzo, le usanze da adulto, e infine le pratiche funebri. Molto spazio dell'opera è dedicato ai giochi fanciulleschi.
- Tomo III, 1883, "Fiabe popolari", Tomo. IV, 1887, "Sacre leggende", come si vede, molto spazio dell'opera omnia degli "usti e costumi", è dedicato alla trascrizione in italiano delle fiabe popolari, molte delle quali rielaborate da miti antichi o fatti storici che riguardarono l'Abruzzo, occupazione romana, invasioni saracene, turche, terremoti, oppure rielaborazioni di fiabe popolari europee trascritte dai fratelli Grimm, da Perrault, da Basile, ecc. Quasi tutte le favole riportano l'introduzione e la conclusione con filastrocche poetiche in dialetto cantate dalle madri o dalle nonne che raccontano la favola, e come sempre in appendice ci sono le note delle località cui appartengono queste favole, con le relative varianti di luogo in luogo. Anche il tomo IV dedicato alle leggende sacre dei santi, delle apparizioni mariane o di Gesù ai popolani abruzzesi, è molto interessante, poiché alcuni passi sono delle vere e proprie filastrocche trascritte in dialetto, inerenti al ciclo della Passione, della Resurrezione, della Flagellazione, o inni sacri ai santi, che alcuni studiosi hanno confrontato con i laudari e le lamentationes medievali del XIII-XIV secolo.

Tomo V, 1891, Rimedi medici, qui Antonio De Nino descrive, classificandoli in mali dell'occhio, mali del ventre, accidenti, sbucciature, ecc i rimedi tipici dei popoli abruzzesi per guarirli. Verranno ampiamente ripresi anche da Gennaro Finamore per i suoi studi delle Tradizioni popolari abruzzesi.

### Gennaro Finamore
I primi testi di studio di Gennaro Finamore riguardano il suo paese di Gessopalena: "Delle condizioni economico-agricole di Gessopalena" e "Canti popolari di Gessopalena", la prima risente dell'influsso del positivismo nella modernizzazione rurale del paese, il secondo è il primo frutto dell'interesse di Finamore per la tradizione popolare abruzzese e il linguaggio dialettale.
Nel 1880 a Lanciano era nata da un anno la casa editrice "Carabba", fondata da Rocco Carabba, che mise in moto un fermento culturale, Finamore vi pubblicò i primi studi del "Vocabolario dell'uso abruzzese", incentrandosi all'inizio sulla parlata di Gessopalena. L'opera rispecchia i risultati delle indagini dialettologiche svolte da Finamore nel suo paese, comprendeva appunti grammaticali e fonologici, elementi di etimologia, fraseologia e folklore, e in appendice vi erano i proverbi e i canti popolari locali.
Il Dizionario fu accolto positivamente dalla critica, in particolare dal filologo Francesco d'Ovidio; nel 1893 ci fu la seconda edizione del Vocabolario, a Città di Castello, in cui Finamore affrontava altre parlate della regione Abruzzo, in particolare Lanciano.
Dall'amicizia con Giuseppe Pitrè, nacquero i saggi sul folklore abruzzese, le Storie popolari in versi (1882), le Tradizioni popolari d'Abruzzo (1883-84), le Novelle popolari d'Abruzzo (1889), che vennero raccolte alla fine dell'800 in un solo volume stampato da Carabba. Il primo volume comprende 112 novelle in dialetto, trascritte dalle campagnole locali, la seconda parte ha 665 canti abruzzesi in dialetto, suddivisi per genere (canti di fanciullezza, d'amore, scherzosi, sentensiosi).
Tra le ultime opere si ricordano Credenze, usi e costumi abruzzesi / Tradizioni popolari abruzzesi, inseriti nel VII-XIX volume della collana Curiosità popolari tradizionali a cura del Pitrè, pubblicata a Palermo. Dopo Antonio De Nino con i suoi 5 volumi degli Usi e costumi abruzzesi, Finamore fu il secondo ad occuparsi di materia popolare abruzzese, i suoi studi furono ordinati per materia, meteorologia, astronomia, ciclo annuale delle festività religiose, corredati da fraseologia dialettale in base alla località di provenienza della materia folkloristica. La sua opera ottenne ampio successo, e venne analizzata anche da Giovanni Pansa per i suoi saggi dei Miti, leggende e superstizioni d'Abruzzo (1924-27, Sulmona).
A Lanciano, dove insegno al Liceo ginnasio "Vittorio Emanuele II", Finamore fu insieme al poeta locale Cesare De Titta, fervente sostenitore dello studio del dialetto con il saggio Dialetto e lingua. Avviamento dell'italiano nelle nostre scuole (1914); secondo Finamore occorreva impartire agli scolarsi un adeguato insegnamento pratico del toscano, assecondando le tendenze didattiche prevalenti, pur conservando la cultural del dialetto locale. Molti suoi manoscritti, dopo la morte di Finamore nel 1923, dopo la vendita del palazzo Finamore di Gessopalena, furono trasferiti nel palazzo omonimo in Sant'Eusanio del Sangro, vicino a Lanciano, dove si costituì una biblioteca, arricchitasi con altre donazioni da Lanciano, Chieti, Ortona.

### Giovanni Pansa
La fama di Giovanni Pansa è dovuta alla pubblicazione in due volumi dei Miti, leggende e superstizioni d'Abruzzo, uno studio molto dettagliato delle ricerche dello storico, con adeguato apparato bibliografico e di note (si ispirò molto agli Usi e costumi d'Abruzzo de De Nino, benché prendendo ampiamente le distanze dall'impostazione della materia del suo predecessore) sulle leggende popolari abruzzesi tramandate dagli abitanti delle varie terre e sub-regioni dell'ex giustizierato federiciano. Nella stesura dell'opera, inizialmente prevista in 3 volumi, ma interrotta dalla morte del Pansa nel 1929, lo studioso considerò il folklore e il naturale approdo di un percorso scientifico, che aveva visto come passaggi obbligati non solo la storia e l'archeologia, ma anche la numismatica, per i problemi che essa pone nell'interpretazione delle rappresentazioni simboliche scelte per trasmettere un messaggio all'immaginario collettivo.
Le leggende, i miti, le tradizioni, sono raggruppate per sezioni e tematiche: si procede con un tema specifico della tradizione popolare, descrivendo la macro-regione, al provincia, la contrada dove tale folklore si manifesta, si analizzano le probabili cause storiche che ne hanno influenzato la diffusione, e si fanno comparazioni storiche con le principali vicende storiche dell'Abruzzo, successivamente, dopo aver analizzato adeguatamente le fonti, il Pansa inizia la narrazione del mito o della tradizione folkloristica, descrivendone le minuzie e le differenti versioni paese per paese dove essa è praticata. Si ricordano le leggende del mare della montagna, delle streghe, dei malocchi, dei mostri della montagna, ma anche aneddoti sui santi, come San Leucio di Atessa, Celestino V dell'Aquila, o San Tommaso di Ortona.
Insieme alle ricerche di De Nino, il volume servì a molti scrittori abruzzesi, D'Annunzio compreso, per la narrazione di alcune tradizioni popolari dell'ambiente scelto per le storie dei loro romanzi, come le streghe di Guardiagrele per Il trionfo della morte di D'Annunzio (1894), o sempre per lo stesso romanzo il rito di esorcismo in una casa, oppure la processione della Madonna dei Miracoli a Casalbordino.
Ampio spazio è dedicato, con appendice di documenti, alla leggenda di San Tommaso di Ortona, al ciclo di Carlo Magno in Abruzzo e alle leggende del mago Pietro Bailardo e della maga Angiolina, sull'origine del lago di Scanno, prendendo come fonte il testo poetico de l'Antifor di Berosia o Barosia (XVI secolo), un poema epico in ottave, da cui trassero ispirazione i poeti pastori della valle del Sagittario, che celebravano i miti su Carlo Magno e la guerra dei Cristiani contro Saraceni in Abruzzo

### Domenico Ciampoli
Domenico Ciampoli, nato ad Atessa (CH), insieme a D'Annunzio e Mezzanotte, fu il compositore di novelle a carattere verista. Pubblicò varie raccolte di novelle e fiabe popolari: Bianca del Sangro (1878), Fiori di monte (1878), Fiabe abruzzesi (1880), Racconti abruzzesi (1880), Trecce nere (1882), Cicuta (1884), Fra le selve (1891), alle quali seguirono, dal 1884 al 1897, cinque romanzi influenzati dal D'Annunzio: Diana, Roccamarina, Il Pinturicchio, L'invisibile e Il Barone di S. Giorgio. Collaborò, nella ricerca di leggende popolari, specialmente su quella del drago di San Leucio di Atessa, anche con gli antropologi Pansa e Finamore.
Le storie a carattere fiabesco, come Il duca zoppo di Popoli - La rupe della Zita - Poema di Corradino raccolta in "Fiabe abruzzesi" (1881), sono abbastanza brevi, e prendono il modello verghiano di Storia di una Capinera, ossia hanno l'inizio in cui l'autore si sofferma su un particolare durante il soggiorno a casa o durante il viaggio, e rievoca un'antica leggenda, lasciando dunque trasparire la tipica vena di ironia e distacco dell'uomo del positivismo verso queste leggende. Cosa diversa è per le novelle di stampo verghiano, come Trecce nere - Cicuta - La strega, che sembrano seguire un tipico modus operandi ciampoliano, la descrizione del paesaggio con particolari naturalistici, il soffermarsi sul dettaglio dei costumi popolari, dei vestiti, dell'aspetto fisico, sempre con sovrabbondanza di particolari anatomici, che invitano il lettore a immedesimarsi nelle dure condizioni di vita dei protagonisti, sempre dei contadini dei pastori, o delle ragazze di campagna. Quasi come D'Annunzio, il Ciampoli sembra insistere nell'affermare il triste destino di morte, che spesso tocca alle protagonisti, vittime di una società barbara e dura, che le porta alla distruzione o al suicidio.

### Francesco Verlengia
Fondatore della Rivista Abruzzese (1948) a Lanciano, ancora attiva, Francesco Verlengia fu anche direttore della Biblioteca provinciale "Angelo Camillo De Meis" a Chieti; il Verlengia nacque nel paesetto maiellino Lama dei Peligni, nel palazzo di piazza Umberto I ancora in piedi, donato alla Curia Arcivescovile di Chieti nel 2003 per essere destinato a biblioteca civica. Verlengia perfezionò lo studio delle attività folkloriche abruzzesi, militando di paese in paese per scrivere i suoi articoli da pubblicare nei fascicoli della sua Rivista Abruzzese.

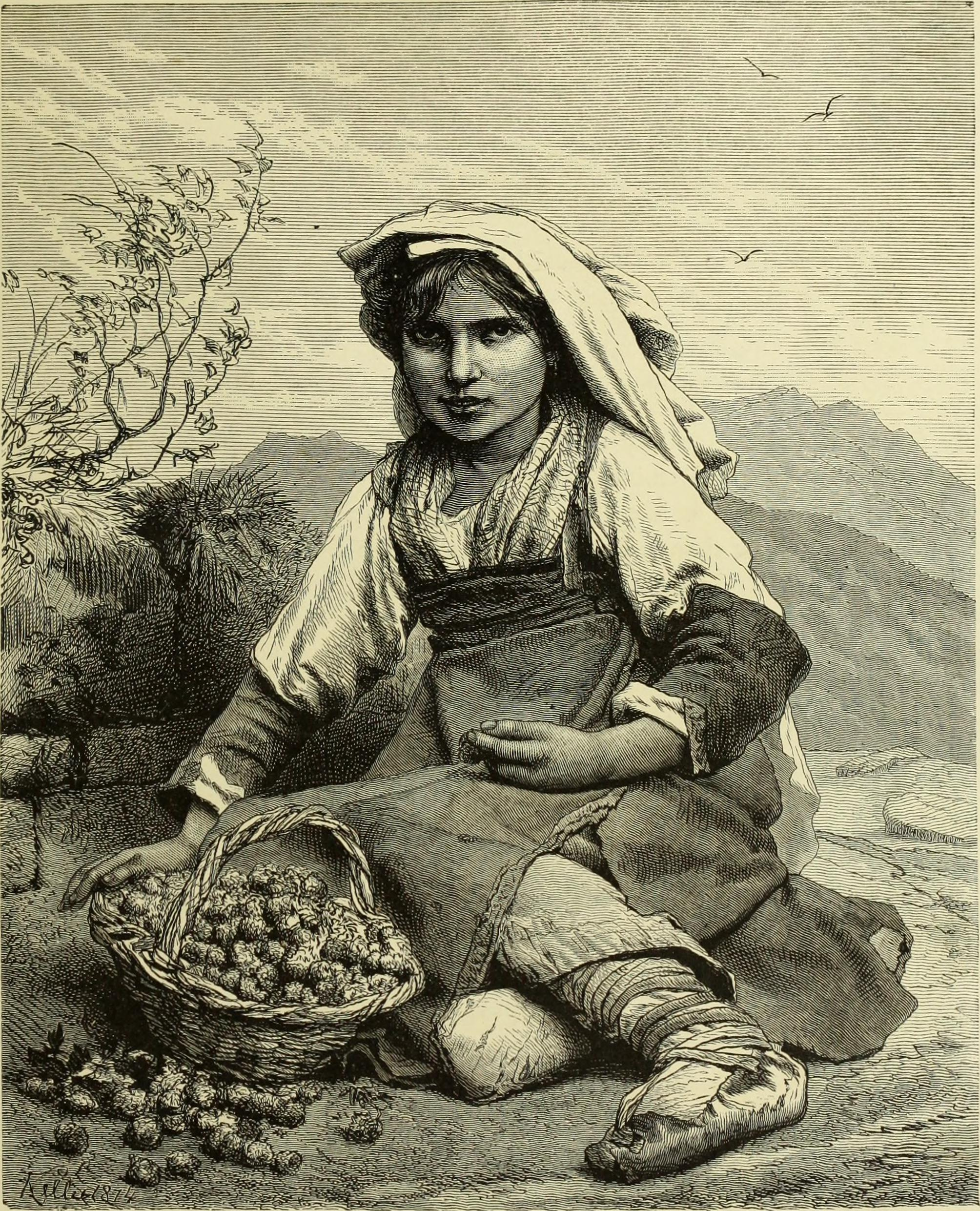
Contadinella abruzzese in costume tipico, in un'incisione del 1877

Oltre a raccogliere testimonianze, oggi preziose perché non messe più in atto oppure non più praticate, sui culti e le pratiche superstiziose, Verlengia raccolse anche materiale d'archivio di storia dell'arte sui monumenti abruzzesi, principalmente della provincia di Chieti (si ricorda la scoperta delle pergamene della scomparsa abbazia dei Santi Vito e Salvo del Trigno a San Salvo (CH) presso la biblioteca maggiore di Siena), benché oggi la maggior parte dei suoi studi sulla storia dell'arte in Abruzzo, vuoi per aggiornamenti di epigoni sul tema studiato, vuoi per errori di lettura e trascrizione, come ad esempio la trascrizione di antiche pergamene, sono considerati superati.
Presso Chieti il Verlengia sistemò definitivamente, nella biblioteca De Meis, il materiale raccolto dal predecessore bibliotecario Francesco Di Pretoro, arricchendola di materiale riguardante anche culture e tradizioni straniere, dato che la biblioteca fu realizzata durante il fascismo. Il lavoro di Verlengia è stato raccolto dopo la morte nel 1967 dal suo successore, studioso e antropologo Emiliano Giancristofaro, che diresse per vari anni anche la Rivista Abruzzese, con la CET di Lanciano che ha collaborato sempre più spesso con la lancianese casa editrice Rocco Carabba.
Nel 1957 Verlengia pubblicò una sola monografia (al di fuori dei suoi articoli nella Rivista Abruzzese), uno studio dettagliato sulla leggenda e la venerazione della statuetta di cera di Gesù Bambino (Il Santo Bambino di Lama dei Peligni, tipografia Mancini, Lanciano 1957) nel suo paese di Lama dei Peligni, presso la parrocchia dei Santi Nicola e Clemente. Tutti i suoi studi e articoli sono stati raccolti in Scritti 1910-1966: arte, tradizione, storia, letteratura, a cura di Rosanna Caprara (Lanciano 2007), articoli pubblicati in vita da Verlengia nella Rivista Abruzzese.
Lo stile degli articoli di Verlengia è asciutto e dettagliato, laddove non sono stati resi necessari ulteriori approfondimenti da parte degli studiosi epigoni; negli articoli in cui sono descritte le pratiche devozionali verso una Madonna o un santo o un fatto miracoloso, il Verlengia procede seguendo una caletta precisa: descrizione del prodigio, scaletta della documentazione materiale o orale riguardo al prodigio, varianti del suddetto miracolo presso altri paesi dell'Abruzzo o di altre regioni, la descrizione della festa come si svolgeva prima dell'epoca contemporanea a Verlengia (se c'è documentazione al riguardo), e descrizione dell'attuale festa, con descrizione finale del santuario, chiesetta o cappella votiva legata alla storia di suddetto miracolo.
La descrizione del luogo di culto legato ai vari miracoli, e tradizioni popolari religiose studiate da Verlengia, testimonia l'interesse di lui anche verso la storia dell'arte, un interesse non approfondito, rimasto ai livelli degli studi universitari fiorentini, che tuttavia lascia trasparire l'avvenirismo di Verlengia nello studio dei monumenti abruzzesi, dato che egli scrisse gli articoli su alcune abbazia, basiliche, cattedrali, nello stesso periodo in cui Carlo Ignazio Gavini ed Emile Brtaux componevano le loro monografie di studio sull'architettura medievale in Abruzzo (1909-1927). Ad esempio in un articolo di Verlengia sulla chiesa di Santa Maria Maggiore di Lanciano, ritenuta dalla critica il massimo esempio del tardo gotico abruzzese, già appaiono le principali informazioni storico-artistiche quanto a datazione dell'edificio, consultazione dei documenti, stile artistico, ricostruzione storico-artistica delle fasi edificatorie dell'edificio, dalla fase duecentesco-borgognona, fino al rifacimento dell'esterno nel 1317 da parte di Francesco Petrini architetto; sicuramente Verlengia consultò i testi di Bertaux, Bindi, Gavini, Sargiacomo (l'architetto lancianese che nel 1856 restaurò la chiesa e scrisse un resoconto dettagliato e rimasto inedito sino ai primi anni 2000 dello stato storico-artistico della chiesa fino al momento del restauro), e fu una sorta di pioniere nella zona frentana di questo genere di studi, fino all'arrivo di Raffaele Urbano e Mario Moretti negli anni sessanta.

### Emiliano Giancristofaro
Emiliano Giancristofaro collaborò con Francesco Verlengia nel fondate nel 1948 a Lanciano la Rivista Abruzzese, negli anni sessanta è stato il cofondatore della prima sezione abruzzese di "Italia Nostra", di cui è presidente dal 1994 al 2003; è stato direttore editoriale della casa editrice "Rocco Carabba" dal 1996, e ha riordinato una raccolta di libri sulle credenze e le tradizioni popolari abruzzesi presso la biblioteca comunale "Raffaele Liberatore" di Lanciano; tra i suoi lavori: Il mangiafavole, inchiesta diretta sul folklore abruzzese, Olschki, 1971, Totemajje, viaggio nella cultura popolare abruzzese, Carabba-Rai 1978. Oggi la figlia Lia Giancristofaro, docente di antropologia culturale presso l'Università degli Studi "Gabriele d'Annunzio" di Chieti, insieme alla professoressa Silvia Scorrano (specializzata negli studi geografici abruzzesi e nel commento alle nuove edizioni dell'opera omnia di Domenico Ciampoli), continua la ricerca paterna sulle tradizioni abruzzesi.

### Leggende popolari fondamentali
- Angizia: divinità strettamente legata all'Abruzzo del popolo italico dei Marsi, e al culto del serpente. La dea era in grado di incantare serpenti, e altri animali sacri. Avrebbe insegnato queste magie ai Marsi, che a Roma si acquistarono la nomea di incantatori di serpenti, e maghi in grado di curare i morsi velenosi, dei serpenti o dei cani rabbiosi, e da qui la leggenda di San Domenico abate a Cocullo. Nonostante Angizia fosse una potente dea, non riuscì a salvare la vita al sacerdote Umbrone, suo adoratore, capo della rivolta dei Marsi contro Enea, e pianse talmente tanto da creare il lago Fucino. Il suo tempio si trova presso la localitàLucus Angitiae nel comune di Luco dei Marsi[27].
- Morgia del Gigante (Gessopalena): si trova nella strada tra il paese e Torricella Peligna; dai locali è detto "lu Leon" perché assomiglierebbe a un leone assopito[28]. Certamente si tratta di un grosso pezzo di calcare staccatosi dalla Majella, ma la leggenda vuole che la roccia sia l'eroe biblico Sansone, che prese un masso roccioso portandolo da Palena a Gessopalena, lasciando l'impronta del grande piede presso il masso. La Morgia sarebbe crollata dalla Majella nell'era preistorica, e divenne cava di materiale per la costruzione del paese di "Pesco Rottico", che nel XIV secolo venne abbandonato per un'epidemia di peste. Le sue rovine sarebbero servite per la costruzione dell'attuale Gessopalena.
- Grotta di San Michele a Lettomanoppello: la grotta fu venerata dai Pugliesi, lungo il percorso della transumanza, già dall'VIII secolo. La grotta è meta di una processione celebrata ogni 8 maggio; la cappella come la si vede oggi è del XIII secolo, fatta rifare dal frate Pietro da Morrone: la cappella possiede una mirabile statua romanica, anche se si tratta di una copia (l'originale ritraente il santo benedicente si trova nel Museo delle Genti d'Abruzzo)[29].
- Leggenda di Maja e del Gran Sasso: la leggenda narra che Maja fosse una ninfa delle Pleiadi molto bella, figlia di Atlante e Pleione. Dal suo rapporto con Zeus ebbe il gigantesco guerriero Ermete. La triste storia riguarda proprio il pellegrinaggio di Maja attraverso l'Abruzzo, poiché cercava un luogo dove curare il figlio ferito in battaglia nella Frigia. Portò Ermete in una caverna del Gran Sasso d'Italia, dedicandosi alla cura del figlio ferito, ma occorreva una medicina speciale (forse un fiore), e per questo il figlio morì. Maja pianse per molti giorni sul corpo del figlio, e successivamente lo seppellì sopra la vetta del monte, che divenne un tutt'uno con Ermete, trasformandosi nei "due Corni" del Gran Sasso. Infatti dalla strada provinciale 43 dei Prati di Tivo (TE) è ben visibile la sagoma del Corno Piccolo, dove si vedrebbe la sagoma facciale di un uomo che dorme, da cui il termine "Gigante che dorme".

Maja invece (la Dea Madre), sconsolata si abbandonò sulla montagna accanto al Gran Sasso, morendo di crepacuore. Anche lei venne seppellita dagli dei con tutti gli onori, e fu assunta dentro la roccia. Per questo la montagna Majella porta questo toponimo, e dalla parte di Carpineto della Nora (PE), osservando un tratto della montagna, è ben riconoscibile una cresta rocciosa, che per le sagome compone il corpo di una donna che riposa supina, con le braccia congiunte sul petto.
- Leggenda di San Leucio di Atessa: la storia dell'unione dei due villaggi longobardi di Ate e Tixa, da cui il nome "Atessa", fa riferimento a una leggenda molto antica, legata al patrono della città San Leucio d'Alessandria. Si sviluppò esattamente durante il tardo periodo longobardo (IX secolo), come dimostra la fondazione della chiesa di San Leucio intorno a questo periodo, e all'immediata venerazione dei cittadini verso il santo.

Il villaggio di Ate si presume fosse il più antico, situato sul monte sud della città attuale, mentre Tixa si trovava a nord, oggi quartiere Santa Croce, villaggi separati da una valle paludosa e mefitica, dove abitava un pericoloso drago (secondo alcuni in una cava dove oggi sorge la chiesa di San Giovanni). Due fiumi: l'Osento e il Pianello (o Sangro) formavano numerosi acquitrini che alimentando una palude malsana, garantivano al drago il suo ambiente ideale. La sua presenza impediva agli abitanti delle due città di incontrarsi, se non a loro rischio. A liberare i cittadini dal pericolo fu il santo alessandrino Leucio, che raggiunse la tana del drago, lo nutrì per tre giorni di carne rendendolo sazio, lo incatenò e dopo sette giorni di supplico lo uccise con la spada. Ne conservò il sangue, utilizzato per la popolazione a scopo terapeutico, e conservò una costola, consegnata ai cittadini perché serbassero memoria dell'accaduto.
Altre versioni della leggenda vogliono che avvenne un combattimento tra Leucio e il drago sul colle dove il mostro morì, e dove il santo volle che venisse eretta una chiesa in memoria del prodigio, oggi Duomo di Atessa. Un'altra versione ancora della storia vuole che il gigantesco drago sarebbe stato ritrovato morto dinanzi alla chiesa dei Basiliani, che sorgeva nella zona di Piazza Centrale (oggi Piazza Benedetti), comunque la forra venne colmata permettendo l'unione delle due città, e sul colle venne eretta la Cattedrale, in corrispondenza del buco dove viveva la bestia.
La leggenda del drago è riportata nelle storie di Giovanni Pansa, il quale accolse la versione conservata dallo scrittore atessano Domenico Ciampoli, che trascrisse il racconto orale da una tale Ernesta Miscia del 1909. Pansa racconta di come la costola, prima di essere posta nel reliquiario attuale, pendesse da una delle travi del soffitto. La leggenda descrive anche la grotta del drago, avente bocca nel vallone di San Giovanni (oggi appunto Piazza Benedetti), con un cunicolo che attraversava tutto l'Abruzzo, e che presso località Ritifalco si estendesse un bosco irto di spini. Il drago sarebbe vissuto in quel bosco, ma data la scarsità di selvaggina, pecore e capre, iniziò a divorare uomini, uno al giorno.
- Leggenda del bue di San Panfilo di Sulmona: l'evangelizzazione in città avvenne con Panfilo di Sulmona e Pelino di Brindisi, rispettivi santi per cui furono edificate a Sulmona la Cattedrale di San Panfilo, e a Corfinio la Basilica Valvense, entrambe sedi della diocesi. San Panfilo visse tra il 600 e il 700 d.C., figlio di un pagano che lo ripudiò quando si convertì al cristianesimo. La leggenda vuole che in occasione della fondazione della diocesi, Panfilo fosse sottoposto da Dio a una prova: scendere da un carro a ridosso di un dirupo. L'impresa era impossibile, e il carro rischiava di precipitare, ma gli angeli apparvero in cielo e gli zoccoli dei buoi e le ruote affondarono nel terreno, conducendo lentamente Panfilo sano e slavo a valle[33].

Il giovane allora divenne vescovo, e successivamente fondò la diocesi, venendo seppellito in un luogo sacro fuori dalle mura, che successivamente diventerà la Cattedrale. I segni delle orme sarebbero ancora ben visibili in questo territorio, e si pensano che appartenessero proprio ai buoi di Panfilo per testimoniare il miracolo.
- Le reliquie di San Tommaso Apostolo a Ortona: l'apostolo Tommaso, alla sua morte, venne sepolto a Mylapore in India. Le testimonianze agiografiche riportano che Habban, un mercante di Edessa ebbe il privilegio di trasportare in questo luogo i resti mortali dell'apostolo dal luogo della morte. Dopo la traslazione ad Edessa, alcune parti delle reliquie furono sparpagliate, e varie città indiane iniziarono a sostenere di aver ciascuna parti del corpo dell'apostolo. Tuttavia le cronache ufficiali bizantine sin dal IV secolo d.C. riportarono che il corpo fosse ad Edessa[34].

Il Martirologio Romano assegna la data di venerazione del santo il 21 dicembre, giorno della traslazione delle reliquie in Turchia nel III secolo, dal giorno 3 luglio dell'avvenuto spostamento. Le reliquie furono custodite nella chiesa di Sant'Efrem, fino a quando la cittadina fu saccheggiata dai Turchi nel 1144, e per maggior sicurezza il corpo fu traslato nell'isola greca di Chio. Nel 1258 il capitano ortonese Leone Acciaiuoli, in partenza per l'Asia per questioni belliche tra Venezia e Genova, avendo ricevuto l'ordine da Manfredi di Svevia di comandare tre galee, di ritorno dalla spedizione militare, giunse a Chios. Lo storico ortonese Giovan Battista de Lectis riporta che la flotta raggiunse Nauplia in Grecia, combattendo nel Peloponneso e nelle isole delle Egeo, fino a raggiungere Chios.
Giunto lì, Leone andò a pregare nella chiesa dove stavano le reliquie del santo, non sapendo della presenza, tanto che un sacerdote gliene fece menzione. Il de Lectis riporta le vicende storiche mutuate dall'agiografia in termini tipicamente cristiani per quanto concerne le apparizioni e le visioni miracolose. Leone Acciaiuoli sarebbe stato investito di una luce miracolosa, mentre una mano luminescente lo invitava ad avvicinarsi alla tomba nel foro, da cui estrasse un osso. La pietra tombale recava caratteri greci con l'iscrizione Osioòs Thomas (qui c'è Tommaso), con il ritratto a mezzo busto dell'apostolo in mezzo. Avendo avuto conferma della veridicità della presenza di San Tommaso, Leone progettò il furto di notte insieme al compagno Ruggero di Grogno, la cassa fu avvolta in un panno e condotta dentro una cassa a Ortona. Le reliquie giunsero il 6 settembre del 1258 tra solenni festeggiamenti, e vennero traslate nella cripta della Cattedrale. Nella Piazza di San Tommaso si trova inoltre, di fronte alla Cattedrale, una casa, oggi rimaneggiata, con targa la cui tradizione vuole fosse la casa dove visse il capitano Acciaiuoli.
L'episodio della mano luminosa uscente dal foro del sepolcro è stata confermata anche dallo storico abruzzese Giovanni Pansa, e si fa riferimento anche a un documento vescovile ortonese del 22 settembre 1259 in cui un legato di Ortona, giunto a Bari per andare a Chios, volle interrogare dei prigionieri greci riguardo alla veridicità dell'autenticità delle reliquie dell'Apostolo, e gli abitanti raccontarono delle tre galee ortonesi di Leone Acciaiuoli che commisero il furto. Il corpo fu collocato inizialmente in una cappella, ancora oggi esistente nella Cattedrale, e poi nella cripta, dentro un busto reliquiario in argento, che sia i Veneziani nel XV secolo, che i Turchi nel 1566 cercarono di rubare, e anche i tedeschi nel dicembre 1943.
Nella cripta è stata collocata anche la lapide greca originale del III secolo, con l'iscrizione, mentre le reliquie mortali si trovano in una cassa in legno dorato del XVII secolo.
- Pantafica: è rappresentata come uno spiritello vestito di bianco o di nero, che ha il viso di una vecchia, secondo altri una strega, con la bocca appuntita, che ama fare dispetti agli addormentati, sedendosi sopra l'addome, comprimendo la respirazione e ostruendo la bocca con la mano. La vittima si risveglia di soprassalto dopo un incubo molto realistico, incapace di respirare e parlare per qualche istante. Secondo la tradizione abruzzese, per impedire l'arrivo dello spiritello occorre depositare ai piedi del letto un fiasco di vino, che verrà bevuto dalla Pantafica, oppure lasciare un sacchetto di legami o una scopa con molte setole, perché lo spiritello si fermerà a contarle.
- Il Mago Pietro Bailardo e il Lago di Scanno: la leggenda riguarda il lago, che si formò per frana della montagna secoli fa a causa di un terremoto, che ostruì un fiume, determinando la creazione del bacino, e isolando i centri circostanti come Villalago e Anversa degli Abruzzi. La figura di Pietro Bailardo è unita al fantasioso "Libro del comando", ricettacolo di formule magiche con cui controllare la Natura. La figura di Bailardo è nota anche per via del poema locale in ottave del XVII secolo: L'Antifor di Berosia[36]. La leggenda narra che la maga Angiolina abitava nel profondo buco centrale del lago, e si dedicava all'arte della stregonieria per combattere l'arrivo di Carlo Magno e dei maghi rivali. Lo stregone Bailardo fece un patto col Demonio, ricevendo il Libro del Comando per divenire il mago più potente al mondo, facendo innamorare di lui ogni donna, e trasformando l'acqua in vino. Arrivato presso il lago di Scanno, Angiolina attrasse a sé Bailardo con l'inganno, e lo fece rimanere sospeso tra cielo e terra, sicché fu necessario l'intervento del Demonio. Altre versioni della leggenda vogliono che Angiolina fosse una maga dei boschi attorno al lago, e che Bailardo la fece rapire perché profondamente innamorato di lei, che però fece nascere il lago presso la forra dove si nascondeva, per a far annegare gli assalitori. Bailardo ai affidò al libro malefico per far cadere una pioggia di bocche infuocate. Angiolina riuscì a salvarsi riparandosi sotto un ombrello di sua invenzioni, mentre una versione più tragica della leggenda vuole che Angiolina morì bruciata dal fuoco, e che nel luogo dove morì, la Natura commossa da tale fato pianse generando il lago.

Una leggenda del lago di Scanno, che non riguarda la presenza della figura di Bailardo, racconta che durante una tempesta di neve un viandante viaggiava su un carretto lungo il fiume Sagittario, in direzione di Scanno. Infittendosi sempre di più la neve e la nebbia, il mercante scese, portando a mano l'asino, e raggiunse il paese di Villalago, dove doveva scambiare un orcio d'olio, e venne accolto da una famiglia. L'uomo però non volle fermarsi a dormire, e continuò il viaggio in mezzo alla bufera, che era peggiorata. In lontananza nella nebbia, l'uomo video una piccola luce, e si mise a seguirla, trovandosi all'improvviso in una piana assolata, come se fosse una normale giornata di primavera, anche se funestata da nuvole e pioggia; l'uomo tuttavia, mosso da curiosità e da una forza sovrannaturale, seguì il lumicino in lontananza, raggiungendo Scanno; non appena il paese apparve all'orizzonte, il lumicino cessò, e la dimensione della primavera scomparve, ritornando quella della tempesta di neve. L'uomo si accorse con stupore di aver attraversato il lago ghiacciato a piedi, e nel luogo dove appariva il lumicino che lo indirizzava verso la strada del paese, pochi anni dopo decide di erigervi l'attuale chiesa della Madonna del Lago, dove per la precisione già prima vi si trovava una cona votiva con statua della Madonna.
- Mazzamurello: figura popolare nota anche nelle Marche, esistono versioni della leggenda tra Teramo e Ascoli Piceno, esso è inquadrato come un folletto dispettoso di montagna, la versione italiana del Robin Goodfellow gallese, presente anche tra i personaggi della commedia shakespiriana Sogno di una notte di mezza estate.
- Streghe abruzzesi: da sempre popolano l'immaginario collettivo abruzzese. Nel 1965 lo scrittore Dino Buzzati in viaggio per l'Italia, si fermò a Teramo, dove venne informato della strega Melinda, morta a 93 anni, tre anni prima, presso la sua casa ai piedi del Gran Sasso d'Italia. La leggenda vuole che la donna a 15 anni fu sedotta e abbandonata da un giovane di Penne; in quest'occasione Melinda preparò la prima fattura appresa da una comare più anziana: con una ciocca dei suoi capelli, un bottone del suo corpetto e un pezzo di stoffa imbevuto del suo sangue mestruale, lasciandola sul letto per il ritorno dal fronte del seduttore. La fattura colpì il giovane quando dovette ripartire per il fronte una volta tornato; successivamente Melinda apprese altre fatture da stregoni di Frocella e Monteprandone, vivendo alle pendici del Gran Sasso, vivendo realizzando fatture per commissione. Ebbe due figli, emigrati per necessità. Secondo l'antico codice locale della stregoneria, Melinda si sarebbe liberata dalla sua maledizione di fattucchiera solo se al momento della morte, quando il Diavolo si posizionerà alla porta, qualcuno farà un buco nel tetto affinché la sua anima possa fuggire. Pare che alcuni raccontano che una casa esista sopra Isola del Gran Sasso, con il tetto sfondato dalla parte della stanza da letto superiore.[37]

Altre vicende di streghe riguardano il XVI secolo, quando la duchessa Margherita d'Austria divenne feudataria di varie città d'Abruzzo insieme al marito Ottavio Farnese, che aveva la residenza nobiliare nel palazzo civico di Campli (TE). Qui si giustizierono i cosiddetti "diavoli di Penne": Cristina Motospirito, Castelmo della Corvara, Annibale di Montegallo, rei di aver praticato la magia nera. Questo episodio avvenne nel 1584, ma successivamente avvennero altre purghe dell'Inquisizione in Abruzzo, a Tagliacozzo, a Teramo, Città Sant'Angelo, Penne e Chieti. Delle streghe abruzzesi, la più famosa fu Ernestina Di Pompeo da Giulianova. Nacque nel 1598 a Campli da Alberico e la massaia Ave, successivamente si trasferì a mare presso Giulianova, praticando l'attività della pesca. All'età di 17 anni, Ernestina invogliata dalla zia Berenice, ostetrica del paese, decise di imparare l'arte dell'alchimia, attività che praticò con diligenza, anche se 4 anni dopo venne accusata di stregoneria, senza che lei fosse difesa dai vari pazienti che curò. L'accusa riguardò anche la figlia Francesca, che a 1 anno era affetta dalle convulsioni e crisi epilettiche, e dunque ritenuta vittima di una fattura della madre. A 21 anni Ernestina venne processata dal Tribunale del Sant'Uffizio e bruciata, anni più tardi anche la figlia Francesca venne accusata, questa volta di essere posseduta dal Demonio, e mandata a morte. La leggenda vuole che le loro urla riecheggino nella notte a Giulianova, presso la chiesa della Madonna a Mare, durante la tempesta.
- Leggenda del Pesce Lucente: trascritta per la prima volta da De Nino e Finamore, riportata anche da Italo Calvino nelle Fiabe italiane (1956), la storia riguarda un anziano contadino rimasto senza figli, che per continuare a campare si recava nel bosco a tagliare legna, sicché un giorno vi incontrò un uomo che gli donò una borsa di 100 ducati, sparendo nel nulla. Il vecchio nascose in casa la borsa sotto del letame, non avvertendo la moglie onde non vedere dilapidati i soldi, sicché un giorno tornò ancora nel bosco per fare la legna. tornato in casa, trovò la tavola imbandita riccamente, e scoprì che la moglie, avendo venduto il letame per fare più soldi, aveva trovato la borsa piena d'oro. Il vecchio sconsolato tornò il giorno seguente nel bosco, ma trovò di nuovo l'uomo misterioso di prima, che nuovamente gli donò la borsa con 100 ducati, che prontamente lui nascose, nella stalla, sotto la cenere.

Nuovamente la moglie compì lo stesso errore di prima, vendendo la cenere, e imbandendo la tavola, sicché l'uomo, andando nel bosco, si vide apparire il figuro, che gli donò 24 rane, da vendere per comprare il pesce più grande che avrebbe trovato al mercato. Il vecchio fece così, e portando il pesce a casa, si accorse che luccicava misteriosamente, al tramonto. Lo appese fuori dall'uscio per mantenerlo fresco, e dato che la sua casa si trovava presso un porticciolo, il pesce con la sua immensa luce servì come faro per i pescatori che tornavano al porto, dato che nella notte scoppiò una grande tempesta. I pescatori furono riconoscenti al vecchio del prodigio, e gli regalarono metà del pescato, a patto che lui avrebbe mantenuto sempre il pesce appeso, a mo' di faro, per le battute successive, in modo che il vecchio poté soddisfarsi con le pietanze del mare insieme alla moglie, sino alla loro morte.

## Le feste

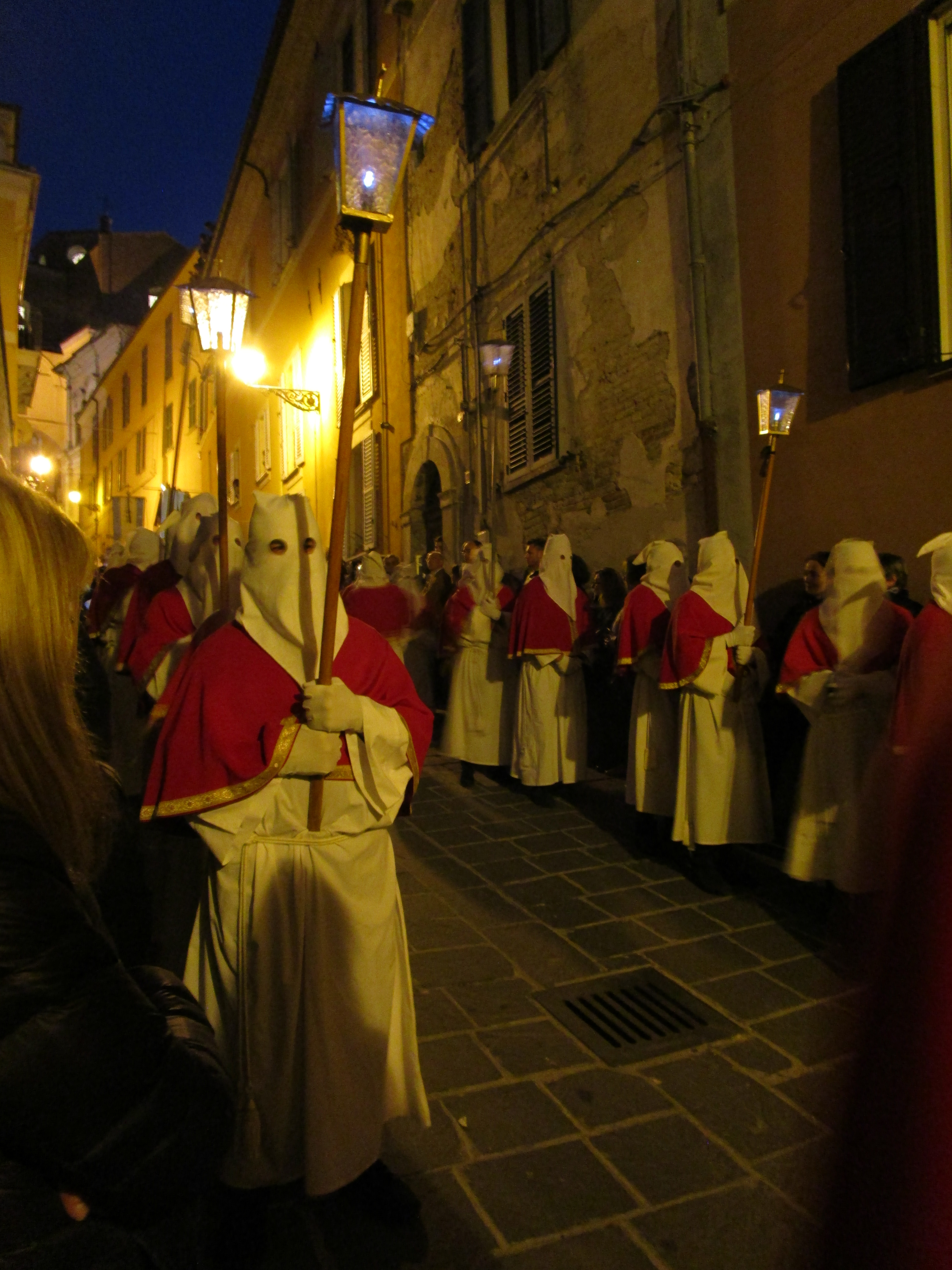
Processione del Venerdì santo (Chieti)

### Il culto di Sant'Antonio e il Carnevale
Tra le feste principali, di origine molto antica, si ricordano quella delle Farchie di Fara Filiorum Petri (CH) in onore del protettore Sant'Antonio Abate, che avrebbe sbaragliato i francesi invasori nel gennaio 1799 facendo bruciare il bosco dove erano acquartierati. Le "farchie" sono gigantesche colonne di canne intrecciate, innalzate davanti alla chiesetta cimiteriale di Sant'Antonio, provenienti dalle contrade faresi.
Il mese di febbraio invece in Abruzzo vede la manifestazione del "Carnevale d'Abruzzo" di Francavilla al Mare (la prima edizione ci fu nel 1948), con scenario di sfilate di carri allegorici e festosi, che percorrono la strada di viale Nettuno, partendo dal piazzale della stazione, arrivando a Piazza Sirena. Tra le degustazioni tipiche, i dolci fatti in casa e la "cicerchiata".
Il Carnevale abruzzese è documentato sin dal XVIII secolo, come ha studiato il demologo abruzzese Giovanni Pansa, a Tagliacozzo esisteva un periodo in cui si eleggeva un signore delle feste per un giorno, tuttavia al tempo di Ferdinando IV di Borbone, il signore delle feste aveva dato via, negli anni, a campagne di eccessiva goliardia, che degeneravano nell'anarchia, motivo per cui la festa fu soppressa.
Benché non studiate ancora adeguatamente, in Abruzzo esistono delle maschere, che affondano le origini nella Commedia dell'arte. Queste sono Frappiglia, che sarebbe nata a Guardiagrele, una sorta di sant'uomo burlone e folle, mangione come Pulcinella, ma anche generoso, colui che ingannò il Demonio ottenendo l'immortalità, lo Zi Patanello di Francavilla, figura di re burlone ricavata parodiando un personaggio realmente esistito a Francavilla, e infine il Pulcinella abruzzese.
I costumi del Pulcinella (i Pulgenelli abruzzesi o Mazzaroni) sono ancora oggi indossati a Chieti, Schiavi d'Abruzzo e Castiglione Messer Marino, caratterizzati da pon-pon variopinti, che decorano anche i grossi cappelli conici, molto elevati.
Un altro storico carnevale è quello di Lanciano (Ch), in cui il giorno del martedì grasso si da esplodere la pupazza del re delle feste, in piazza Plebiscito.

### La Settimana Santa
Il periodo della Settimana Santa in Abruzzo vede protagoniste le città di Chieti, Sulmona, Lanciano e Teramo, con i preparativi della processione del Cristo morto (esemplare è la storica processione di Chieti, fatta risalire al IX secolo d.C.); dal XVII secolo l'organizzazione è curata dall'Arciconfraternita del Sacro Monte dei Morti, presso la Cattedrale di San Giustino, da cui all'imbrunire del venerdì santo, parte il corteo funebre, per le vie principali della città, listate a lutto, con coperte di seta nera stese dai balconi dei palazzi maggiori, all'intonazione del canto "Miserere" si Saverio Selecchy, composto nel XVIII secolo.

### Altre feste
Dopo la Pasqua si Resurrezione, di cui si ricordano la Madonna che Scappa a Sulmona, ripresa in caratteristiche simili anche a Lanciano ed Introdacqua (la "Madonna che vèle"), con il pieno della primavera, le festività principali della regione sono quella patronale di San Domenico abate a Cocullo, la cui statua viene ricoperta di serpenti (specie del "cervone" o in locale "pasturavacche"); successivamente la Festa del Perdono di Ortona in onore del patrono San Tommaso Apostolo, le cui reliquie dal 1258 sono custodite nella Cattedrale, rievocazione medievale con sfilata in abiti d'epoca per celebrare l'arrivo dall'isola di Chio delle reliquie del santo, portate dal capitano Leone Acciaiuoli.
A Pescara una moderna festività è il Festival del Jazz con serate dedicate al genere musicale con artisti nazionali, mentre al carattere religioso fanno riferimento la festa patronale di Sant'Andrea Apostolo, protettore dei marinai, e quella del santo locale San Cetteo d'Amiterno. La sfilata dei Talami di Orsogna il lunedì dell'Angelo e in ferragosto, dove dei carri allegorici mostrano pannelli evocativi con figuranti tratti da passi dell'Antico e Nuovo Testamento. Nell'estate si ricorda la festa dell'Assunzione a Pescocostanzo. L'autunno abruzzese è caratterizzato dalla degustazione dei prodotti tipici come il vino novello, la carne, le castagne, e crispelle nelle piazze principali delle città (si ricordano le sagre a tema di Treglio, Cepagatti, Nocciano e Cellino Attanasio).

### Il periodo di Natale
Il periodo natalizio ha come tema la Natività di Gesù, con la messa in atto del presepe vivente in alcuni centri, come Scanno e Rivisondoli, mentre molti centri, soprattutto nella provincia di Chieti (Chieti stessa, Lanciano, Atessa, Guardiagrele) allestiscono mostre di presepi artigianali. La notte di Natale vede a Rivisondoli l'accensione di varie fiaccole, e una processione in costume d'epoca verso una grotta allestita nella campagna.
Sostanzialmente l'Abruzzo, nel periodo natalizio si caratterizza per la rievocazione teatrale del Presepe vivente, come hanno osservato Antonio De Nino e Gennaro Finamore, e di recente Emiliano Giancristofaro. Le rappresentazioni più caratteristiche sono quelle di Rivisondoli, Atessa, Sant'Eusanio del Sangro, che vendono la partecipazione concitata di numerosi figuranti e dei visitatori.

### Pastorizia e carbone vegetale
L'Abruzzo è noto per la pastorizia e la transumanza nei vari tratturi della regione che si praticava diffusamente fino agli anni 70 del XX secolo specie nelle zone montane (Campo Imperatore, Altopiano delle Rocche, Altipiani maggiori d'Abruzzo, Maiella, Monti della Laga) verso il Tavoliere delle Puglie e l'Agro Romano, nonché per la produzione di carbone vegetale tramite le carbonaie da parte dei carbonai a partire dalla materia vegetale grazie alla presenza di folti boschi in diverse zone della regione (es. Villa Santa Lucia degli Abruzzi, Tornimparte, Roccacaramanico ecc...).

## Rievocazioni storiche
- Rievocazione storica dell'investitura del mastrogiurato (Lanciano): il "mastrogiurato" è una figura storica istituita in tutte le città del regio demanio del Regno di Napoli, per volere di re Carlo II d'Angiò: una carica elettiva che affiancava il Sindaco nelle sue funzioni, protettore delle principali feste cittadine[41]. Il mastrogiurato sorvegliava i mercati e gestiva il traffico di entrata e uscita dalla città, l'apertura e la chiusura delle porte delle mura. Venne dunque creato anche a Lanciano, poiché era vessata dal malgoverno di due funzionari del predecessore Carlo I, e in tal occasione divenne città libera nel regio demanio, accrescendo molto il suo potere, già consolidato, di gestire e di organizzare le annuali fiere mercantili che prevedevano afflussi di commercianti anche dalle Puglie. La rievocazione storica è stata inaugurata nel 1981 da parte dell'associazione specifica, che comprende l'allestimento di una "settimana medievale" solitamente da celebrarsi appena dopo il giorno di Sant'Egidio (31 agosto) con al festa delle campanelle di terracotta; la settimana medievale (dal 2017 con il mercato storico presso Largo dell'Appello, detto "Rocca de lo Mastrogiurato" e nel chiostro conventuale di Santa Giovina) è caratterizzata da spettacoli di canti, musiche e giocoliere e falconieri in Piazza Plebiscito, replicati anche nel piazzale dove si allestisce il mercato medievale, tradizionalmente individuato nel Largo San Lorenzo, e di recente presso il piazzale delle Torri Montanare. L'ultimo giorno della settimana si assiste, lungo il Corso Trento e Trieste partendo dalla villa, sino alla piazza e al giro del centro di Lanciano vecchio, al grande corteo composto da musici, giocolieri, figuranti altre associazioni culturali dei comuni limitrofi (Bucchianico, Ortona, Tollo, Guardiagrele), e del drappello di corto dell'eletto mastrogiurato dell'anno, con nomina in lingua latina presso la piazza, davanti al Municipio. Caratteristica è la "tenzone dei quartieri" che si tiene il giorno d'apertura in piazza, con la sfida in giochi medievali dei membri dei quattro rioni storici della Città.

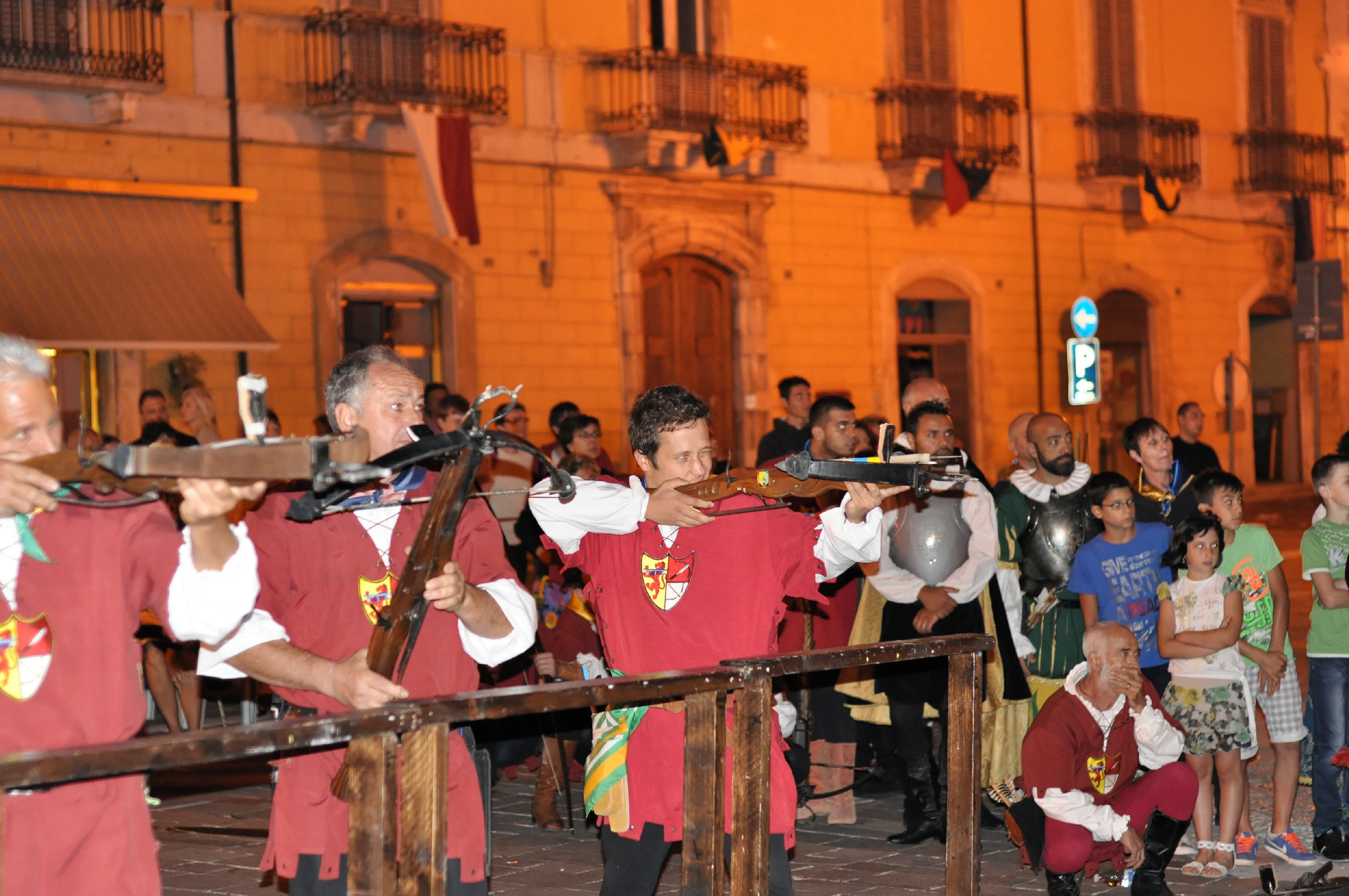
Certame della balestra a Popoli Terme

- Certame della Balestra (Popoli Terme): è organizzato nella prima settimana di agosto dal "Gruppo Storico della Città di Popoli", formatosi nel 2005 come istituzione culturale del comune, che già dal 1999 aveva partecipato a varie manifestazioni a carattere medievale. Il grippo, che oggi costituisce il nucleo centrale della manifestazione del Certame, è composto dal vessillo, chiarine, tamburini, sbandieratori, alabardieri, cavalieri con spade e bastoni infuocati, balestrieri, arcieri, e le belle dame che sfilano per le vie del paese. Il Palio de lo Certame rievoca un episodio che riguarda la famiglia Cantelmo, i conti che ebbero in feudo Popoli dal XIV al XVIII secolo. Nel 1557 Giovan Giuseppe Cantelmo grazie alle sue imprese a favore del viceregno, fu nominato duca da Filippo II di Spagna, e in tal occasione la cittadina si addobbò a festa con giostre cavalleresche e cortei: il duca stesso per far conquistare la mano di Madonna Diana sua figlia, allestì la gara per i cavalieri pretendenti. Gli sbandieratori costituiscono la parte più vivace ed artistica del corteo, mostrando lo stemma dei Cantelmo caratterizzato dal leone rosso rampante. Il colore che contraddistingue le "chiarine" invece è il giallo con il leone rosso sul petto, i tamburi hanno il vestito blu con il leone, il loro strumento è giallo, con delle fiamme blu per riprendere il motivo delle bandiere.
- Rievocazione medievale "I Caldoreschi" (Pacentro): si svolge tra la fine di luglio e inizio agosto, caratterizzata da una settimana di manifestazioni a carattere storico, rievocando il periodo di feudalesimo di Pacentro sotto i Cantelmo e i Caldora (primo ventennio del '400). I Caldoreschi erano le milizie del capitano Giacomo Caldora che aveva in possesso il castello: la cerimonia itinerante ogni giorno ha un tema diverso: combattimenti, processo delle streghe eretiche, gare a certame, fino all'ultimo giorno con la celebrazione del matrimonio di Giacomo Caldora presso il castello medievale.
- Giostra cavalleresca (Sulmona): è la celebrazione a carattere medievale più famosa dell'Abruzzo, e si celebra nel mese di luglio. Lo storico locale Ercole Ciofano (XVI secolo) nella descrizione della città del 1578, riporta numerose notizie storiche sulla giostra, precisando che si teneva il 25 marzo per l'Annunciazione, e il 15 agosto per l'Assunta. Si celebrava in Piazza Maggiore, avente origini religiose e cavalleresche per celebrare le famiglie De Capite, Tabassi, Mazara, Sardi, le prime attestazioni si hanno nell'anno 1475, con ultima testimonianza nel 1643[42]: il torneo antico consisteva in due serie di tre assalti alla lancia (botte) portati dal cavaliere in gara che proveniva dai "tre archi" dell'acquedotto svevo (oggi l'acquedotto svevo è stato liberato dai palazzi costruiti attorno), contro il cosiddetto "mantenitore", ossia il cavaliere avversario che attendeva da fermo la carica. Il cavaliere poteva difendersi dagli attacchi con la lancia, ferire o disarcionare l'avversario, e a sua volta colpire al capo, al busto o alla mano armata; al vincitore delle gare, che duravano due giorni per ciascuna ricorrenza nell'anno, spettava un "palio" ossia un drappo prezioso (XIV-XVI secolo), sostituito poi da una catena con medaglia dorata, con l'incisione la sigla S.M.P.E. (dal verso di Ovidio "Sulmo mihi patria est").

La giostra fu abolita nel XVIII secolo per mancanza di guerrieri, ed è stata rivitalizzata negli anni novanta, usando sempre l'area di Piazza Garibaldi, con partecipazione di solo quattro Sestieri (i rioni storici) e tre Borghi della città medievale (solo 7 su 11). Ogni concorrente percorre il tracciato al galoppo tentando di infilare la lancia negli anelli di diverso diametro, prendenti da sagome dei tre mantenitori dislocati lungo il percorso; il punteggio sarà calcolato in base agli anelli infilati, e si terrà contro del diametro dello stesso anelli; il capitolo degli scontri armati è imperniato in 14 scontri complessivi che si correranno tra il sabato e la domenica della giostra: il campo di gara sulla piazza viene allestito con 2700 metri cubi di terra, il percorso a forma di 8 tracciato con piantine di lauro ceraso e la sistemazione delle tribune attorno al campo di gara per un totale di 4.000 spettatori. Al cavaliere del Sestiere vincitore verrà assegnata la medaglia con l'emblema di Sulmona e con la sigla del verso ovidiano. I Sestieri prendono il nome dagli antichi quartieri storici della città, racchiusi in origine entro due cerchie di mura (Sestiere Borgo Santa Maria della Tomba - Porta Pacentrana, Porta Filiamabili - Porta Iapasseri - Borgo Romano - Porta Bonomini - Borgo San Panfilo); durante la gara, l'evento storico di Sulmona prevede anche un corteo per le vie della città con il costume d'epoca, composto sostanzialmente dalle dame che devono andare in premio al cavaliere vincitore.
- I Trionfi (Teramo): festività a carattere medievale principale della città, descritta anche dallo storico Muzio de' Muzii (XVI secolo). La festa fu istituita per l'intercessione nel 1559 della Madonna delle Grazie e San Berardo Vescovo nell'assedio da parte del duca Acquaviva di Atri, quando Teramo venne a lui venduta dal viceré. Da questo momento nacque la festa dei Trionfi, o di "Sant'Anna"[43], perché i cittadini, a causa di un'epidemia di colera che flagellò la città, le chiesero protezione. Alla festa partecipano i rappresentanti dei quattro rioni storici: San Giorgio, San Leonardo, Santa Maria a Bitetto e Santo Spirito: per 15 giorni dei carri allegorici partivano dai quartieri per giungere nella Piazza del Mercato davanti al Duomo. Il primo a partire, come descrive il Muzii, era il carro di San Giorgio, preceduto da 100 uomini armati, tra cui il Capitano con il paggio, alfiere ed altri ufficiali: compivano il giro della piazza due volte, sparando dei colpi e chiudendo la schiera con il carro allegorico del drago alto 12 palmi (il simbolo dello stemma del rione), e lungo 50; io quartiere di Santa Maria a Bitetto seguiva, con gli uomini vestiti di nero, compiendo lo stesso giro del rione precedente, portando il carro allegorico di un elefante con una torre sul dorso, simbolo della fortezza e della fese; poi veniva San Leonardo, con 50 persone portanti una galea, con dentro il Capitano del rione, a simbolo della "navicella" di San Pietro. Dopo la sistemazione di questi quattro rioni sulla piazza, giungeva il quartiere Santo Spirito, con 12 ninfe sedute davanti a una tavola imbandita di pietanze, a simboleggiare la Pace; questo carro, preceduto dai figuranti, si poneva presso le botteghe accanto al Duomo, da dove iniziava la competizione degli sbandieratori.

La rievocazione attuale si celebra (anche se attualmente è interrotta) nella fine di luglio, al termine delle feste di Sant'Anna (celebrate presso la cappella della famiglia Pompetti in Largo Torre Bruciata). Dopo la festa di Sant'Anna, la rievocazione prevede la sfilata dei cortei dei quattro rioni in costume locale per le maggiori vie della città: Corso De Michetti, Corso San Giorgio, fino al ricongiungimento nelle due piazze: Piazza Martiri della Libertà e Piazza Orsini, con l'arrivo del corteo finale di Santo Spirito a simboleggiare la Pace, che pone fine alla battaglia degli altri tre rioni.
- Settimana Mozartiana (Chieti): evento culturale a carattere semi-rievocativo, è nato nel 1999, celebrato solitamente in luglio. benché il compositore Mozart non abbia niente a che vedere con la città abruzzese, agli inizi del 2000 è stata avviata una sperimentazione del revival della musica classica, trasformando il centro storico di Chieti in un "salotto" con varie postazioni situate nelle piazzette e nelle strade maggiori (Piazza G.B. Vico, Piazza San Giustino, Piazza G. Valignani, Piazzetta Zuccarini, Corso Marrucino, via Arniense, via Toppi), in cui degli esecutori teatini, insieme a compositori di fama internazionale, avrebbero dato vita ai principali brani della musica classica, eseguendo concerti e pezzi dei più famosi classici quali Beethoven, Mozart, Bach, Verdi, Haydn e via dicendo. Tra i gruppi partecipanti, solitamente è l'Orchestra Giovanile Europea diretta dal Maestro Andrea Di Mele, l'Orchestra Filarmonica del Lussemburgo, esibendosi principalmente in Piazza San Giustino e all'interno del teatro Marrucino, mentre per la città fino a tarda serata i principali palazzi, i musei e le chiese rimangono aperti a disposizione del pubblico. Tuttavia, malgrado la buona iniziativa iniziale, questo evento da anni è in decadenza per assenza di innovazione ed ampliamento culturale dello stesso evento, relegato a una manifestazione di nicchia.
- Carnevale d'Abruzzo (Francavilla al Mare): principale festività del Carnevale della regione, avviato nel 1948 e ufficializzato nel 1956. Iniziato come una celebrazione a carattere popolare di "Zazzà cerca Zuzzù", figure comiche grottesche della tradizione, il carnevale si è man man esteso e rinnovato sempre di più, concorrendo con quello di Viareggio. La cerimonia prevede la sfilata di vari carri allegorici per le strade principali della città, ossia partendo dal piazzale della stazione, percorrendo viale Nettuno, e raggiungendo Piazza Sirena, con la premiazione dei carri migliori. I dolci tipici che accompagnano la sfilata sono le chiacchiere e la cicerchiata.
- Rievocazione del Toson d'Oro (Vasto): si celebra in luglio, e si tratta di una rievocazione nata nel 1986, in ricordo dell'investitura del Principe Fabrizio Colonna a Vasto, avvenuta il 3 ottobre 1723 per mano del Marchese don Cesare Michelangelo d'Avalos, incaricato dall'imperatore Carlo VI. La cerimonia solenne e molto fastosa, alla presenza di molti principi, duchi, conti e vescovi, avvenne nella cornice del Palazzo d'Avalos; la celebrazione rievocativa organizzata dagli Amici del Toson d'Oro di Vasto prevede la presenza di un attore (da anni Roberto Farnesi) che impersona il principe Colonna, insieme ad un altro per don Cesare Michelangelo, i quali insieme a 250 figuranti in costume tradizionale attraverso le vie principali della città (Corso De Parma, Piazza Rossetti, Piazza Barbacani, Corso Plebiscito, Largo Palmieri, Corso Garibaldi, Corso Italia, Piazza L.V. Pudente), fino al Palazzo d'Avalos dove avviene l'investitura. Il corteo è composto dagli sbandieratori e musici di Lucera, giocolieri e mangiafuoco[44].
- Aquila Altera (L'Aquila): associazione nata nel 1997 con l'intento di diffondere e promuovere la conoscenza e l'educazione alla Manica Antica dal Medioevo al Rinascimento, mediante esecuzioni di opere sacre e con strumenti dell'epoca ricostruiti artigianalmente.
- Bagatto (Montorio al Vomano): è una compagnia di attori teatrali che si è specializzata nella rievocazione del brigantaggio abruzzese del dopo Unità: l'obiettivo è il recupero della memoria storica e lo studio delle vicende storiche riguardanti questo fenomeno, con lo studio di testi, e celebrazioni per il paese con spettacoli e musiche. Lo spettacolo itinerante principale è "Tregende Stregonesche", che ogni anno cambia location, dai borghi abbandonati della provincia di Teramo, ai parchi pubblici, ai boschi.
- Signa Leonis (Guardiagrele): è una festa a carattere medievale, che solitamente si celebra in luglio. Coinvolge tutto il centro storico guardiese, organizzata a cura dell'Associazione "Teatro del Giardino", con tema principale il matrimonio di Teodora De Lisio con il gastaldo Ludovico Delli Carrara, matrimonio ostacolato dal Barone Orsini, che rivendicò lo "jus primae noctis", venendo però scacciato dalla ribellione popolare, che ottenne il disegno del leone rampante sullo stemma civico. Nei giorni di festa le strade e le piazze del paese si animano di spettacoli itineranti, musici, giocolieri. Oltre a questa festa, l'estate di Guardiagrele si anima con l'annuale mostra nel Museo dell'artigianato artistico abruzzese, riguardo alle opere d'arte orafa, pittorica e scultorea che caratterizzano il territorio comunitario della "Majelletta".
- Medievalia (Capestrano): rievocazione locale, che mostra le vicende dell'anno 1446, anno in cui Antonio Piccolomini prese il feudo di Capestrano, sposando Maria d'Aragona. La rievocazione consiste in una sfilata di nobili armigeri in costume tradizionale, con atto finale del matrimonio. Solitamente la manifestazione si svolge il 2 agosto, salvo eccezionalità, e si conclude con una cena medievale nel chiostro del Castello Mediceo, con portate dell'epoca.
- Fratellanza dello Scorpione (Penne): è un'associazione storca nata nel 1996 a Penne, che si occupa di celebrare e studiare la vita quotidiana della città nel XIII secolo, nelle vicende religiose, politiche e militari, con spettacoli, manifestazioni e balli. Ultimamente l'associazione si è concentrata sulle vicende di San Francesco d'Assisi, che nel 1216 visitò Penne per sanare una disputa politico-religiosa, imponendo la fondazione di un convento: gli spettacoli non si svolgono solo a Penne, ma anche nei comuni limitrofi della provincia di Pescara. Il nome proviene dalla storica famiglia locale degli Scorpioni, che si unirono in amicizia con la duchessa Margherita d'Austria, che ebbe il feudo pennese. Dal 2010 l'associazione è stata riconosciuta ufficialmente dal Consorzio Europeo per la specializzazione in rievocazioni storiche.
- Rievocazione storica "A cena con i Bizantini" (Crecchio): dall'iniziativa del Ministero per i Beni e le Attività Culturali, questa manifestazione nacque nel 1993, gestita dall'ente Museo dell'Abruzzo Bizantino Altomedievale, presso il castello ducale di Crecchio, principale location della rievocazione, divenendo ben presto una realtà capace di attrarre turismo e curiosi anche dai comuni delle altre province d'Abruzzo. Solitamente la festa si celebra in 3 giorni verso la fine di luglio, con il borgo antico addobbato nello stile bizantino del V-VI secolo d.C., poiché il paese venne fondato proprio durante la dominazione greco-longobarda. La celebrazione finale prevede un corteo in costume antico che celebra le gesta del "comes" Vitaliano conquistatore di Aternum (Pescara) e liberatore dai Longobardi.
- Rievocazione storica "Corte rinascimentale di Margherita d'Austria" (Ortona): la prima edizione ha avuto luogo nell'anno 2018. L'Associazione culturale "Giovani Ortonesi", in collaborazione col Comune, ha organizzato un convegno storico-culturale sulla figura della madama Margherita, che ebbe il feudo di Ortona, dove fece erigere il Palazzo Farnese e dove nel 1586 vi morì, nel Palazzo De Sanctis. Oltre alla parte filologica sullo studio degli ani di governo di Margherita, questo evento si è celebrato il 12 agosto 2018, con chiaro intento di divenire una nuova festa rievocativa della città, con il corteo in parata che attraversa le vie principali della città storica, partendo dal castello aragonese, fino ad arrivare al Palazzo Farnese, con lettura dell'atto di matrimonio di Margherita con il conte Carlo di Lannoy, duca di Sulmona e conte di Venafro, grazie al quale Margarita poté ottenere Ortona. Oltre alla presenza dei figuranti ortonesi (gruppo "I Farnese"), il corteo è composto dal gruppo storico "Sanctum Vitum" di San Vito Chietino, il gruppo "Rievocazione della battaglia dei Turchi" di Tollo, i gruppi sulmonesi "Sestiere Porta Filiamabili - Borgo Santa Maria della Tomba".
- Gara del Solco (Rocca di Mezzo): risalirebbe all'anno 1625, istituita a scopo di emulare gli agricoltori nel fervore del lavoro dei campo. Anche a causa della pestilenza che flagellò l'Italia, gli agricoltori si votarono alla Madonna della Pietà, offrendo un solco in suo onore, prima di emigrare l'inverno nelle terre della Maremma. Nel 1926 la manifestazione fu fatta coincidere con la venuta del Principe di Piemonte Comm. Domenico Di Paola, nel 1928 fu abbinata all'apertura delle scuole elementari, su proposta di Giuseppe Benedetti Alfieri. Nel 1952 la festa fu anticipata e solennizzata con quella dell'8 settembre della Fiera della Rocca, seguì un periodo di svolta alla fine di ottobre, per tornare infine a coincidere con la data della fiera. Negli anni settanta la gara fu definitivamente spostata alla prima domenica di settembre. La gara consiste in un lavoro presso un appezzamento di terra scelto, nell'Altopiano delle Rocche, ossia tracciare solchi con aratro su di una dirittura perfetta; importante il ruolo del caposquadra il quale con un filo di piombo deve allineare i punti estremi dei due tratti interrotti da un ostacolo per garantire la continuità perfetta, che deve avere la direzione a monte verso il paese.

Tradizionalmente il terreno scelto è località Pezza, e la squadra che ha tracciato il solco diritto più lungo, controllato dai giudici con un filo di piombo sopra il campanile della chiesa di Santa Maria della Neve, vince.
- Corsa degli Zingari (Pacentro): in onore della Madonna di Loreto, a cui è dedicata una chiesetta dentro le mura di Pacentro, dal XV secolo i giovani del paese danno luogo a una spettacolare corsa a piedi scalzi. Dalla sommità di un costone roccioso, dopo il segnale del via, i partecipanti scendono la montagna fino al torrente Vella, e sempre correndo, risalgono le vie del paese, raggiungendo l'altare della Madonna. Al vincitore p consegnato il 2palio", già esposto dal mattino della gara sospeso ad una canna, dalle finestre presso la facciata della chiesa: esso è un taglio di stoffa di lana per la confezione di un abito maschile, premio molto ambito all'epoca dell'istituzione della corsa. Immaginabili le ferite e le lacerazioni dei piedi durante la corsa; al termine della gara il vincitore viene portato in festa per il paese, il corteo raggiunge la casa, dove i parenti offrono il vino e dolci in segno di prosperità
- Ju Catenacce (Scanno): è la rievocazione del ferragosto scannese, precisamente dell'antico rito del matrimonio in costume, il cui il nome "catenaccio" fa riferimento all'aspetto che assume il corteo in sfilata per il paese. La festa consiste in una sfilata nuziale, nel costume tipico del paese, che rievoca quella che si teneva una volta in occasione del matrimonio, per accompagnare gli sposi in chiesa, e ricondurli nella loro casa. Gli sposi e gli invitati indossano il costume festivo e parenti e amici sono disposti in coppie secondo il grado di parentela. La sposa e le donne indossano il costume tradizionale, datato alla metà del XVIII secolo, il costume con la gonna cremisi e il "mantosino" di seta ricamata, il copricapo "cappellitto" con lacci rossi simile a un turbante, la "tocca" in seta bianca, e il corredo di gioielli, sopra cui figure la "presentosa". La processione si conclude nella piazza principale del paese, presso la chiesa di Santa Maria della Valle, e al termine della celebrazione nuziale da parte del prete, i parenti ballano la quadriglia, mentre gli spettatori offrono ai viaggiatori i dolciumi tipici.
- Palio degli Asini (Navelli), simile alla gara del Solco dritto di Rocca di Mezzo;
- "I Banderesi" (Bucchianico): più che una rievocazione è una festa vera e propria che riguarda dei fatti storici accaduti nella cittadina al confine con Chieti. Vanta il patrocinio della Commissione Nazionale dell'UNESCO, nonché quello del Ministero per i Beni e le Attività Culturali. Viene organizzata annualmente per la fine di luglio, da un "banderese" aiutato dalla famiglia sino al settimo grado di parentela, in vista anche della festa patronale di Sant'Urbano[45]. Ognuno ha un ruolo preciso nel corteo storico: il sergentiere, il banderese, la moglie, i figli, la madre del banderese, il sindaco, il parroco, la famiglia, la compagnia, la contrada e via dicendo. Le origini risalgono al XIV secolo, quando una disputa territoriale tra cittadini di Bucchianico e Chieti provocò la reazione immediata dei teatini, che si acquartierarono per la guerra sotto le mura del paese. Sant'Urbano sarebbe apparso al sergentiere, capo della milizia, e gli suggerì di far correre gli uomini, contraddistinti da fasce rosse e azzurre e con un pennacchio di piume multicolori, sui merli delle mura, in andirivieni, per fare credere a Chieti che Bucchianico disponesse di un vasto esercito. Il trucco funzionò, e Bucchianico non venne assediata, e in ricordo di questo trucco, il corteo storico procede "a ciammaichella2, ossia con movimenti a zig-zag.

Al di là della leggenda, documenti dimostrano realmente dispute di confini territoriali tra Chieti e Bucchianico nel 1304 e nel 1335, e la festa era già presente nella collettività nel XVII secolo, quando nella città avvenne il processo di santificazione di San Camillo de Lellis, durante le ricorrenze patronali di Sant'Urbano Papa. Lo stesso generale piemontese Giuseppe Salvatore Pianell, che nel 1860 occupò Chieti durante il plebiscito per l'annessione al Regno, il 25 maggio si recò a Bucchianico per vedere il corteo "della ciammaichella". La cerimonia odierna prevede la realizzazione di fiori policromi in cartapesta realizzati dalle donne del paese, mentre recitano il SS. Rosario, sistemati poi in canestri e portati alle anziane; gli uomini invece preparano i carri da parata, realizzati sia dai paesani che da quelli delle contrade, ciascuno di essi con un tema riguardante il lavoro: il pane, la legna, il latte, il vino; altri uomini ancora confezionano i pennacchi per il corteo degli uomini "della ciammaichella".
Questo corteo sfila per la città il 23 maggio, aperto dal gruppo famigliare del Banderese, che porta il vitello infiocchettato, l'immagine del Santo patrono e diversi donativi compresi i canestri con i fiori di cartapesta, e i carri del Letto, del Pane, del Vino; dopo la sosta nel campo sportivo, il corteo procede verso il Monumento ai Caduti, dove il sergentiere accoglie i "banderesi", facendoli entrare nel paese attraverso la chiesa di Sant'Urbano Papa, imboccando il Corso Pierantoni. Il 24 maggio, la vigilia della festa vera e propria, si celebra Sant'Urbano, il 25 si effettua la colazione con spezzatino di vitello in ricordo della ricca colazione fatta dai soldati di Chieti prima di assediare il paese; successivamente il sindaco consegna l'Arma Santa al sergentiere in Piazza San Camillo de Lellis, si raggiunge la casa natale del santo, mentre poi la festa di sposta sul sagrato di Sant'Urbano, dove il sindaco consegna ai banderesi la "Banijra" (color rosso) con lo stendardo azzurro; la madre del banderese aprente consegna al figlio l'anello, e così anche sua moglie; il banderese e il sergentiere montano a cavallo e rimangono così sino alla fine della festa, mentre la popolazione si raccoglie nella chiesa, venerando la reliquia di Sant'Urbano, per poi uscire per il centro storico tra giochi e canti
Il 26 maggio, ultimo giorno, dopo il grande pranzo serale, la gente sfila per le principali chiese di Bucchianico (San Francesco, Madonna del Purgatorio, San Camillo de Lellis, Sant'Urbano, Santa Chiara), per effettuare l'Offerta dei Ceri presso il reliquiario di Sant'Urbano.

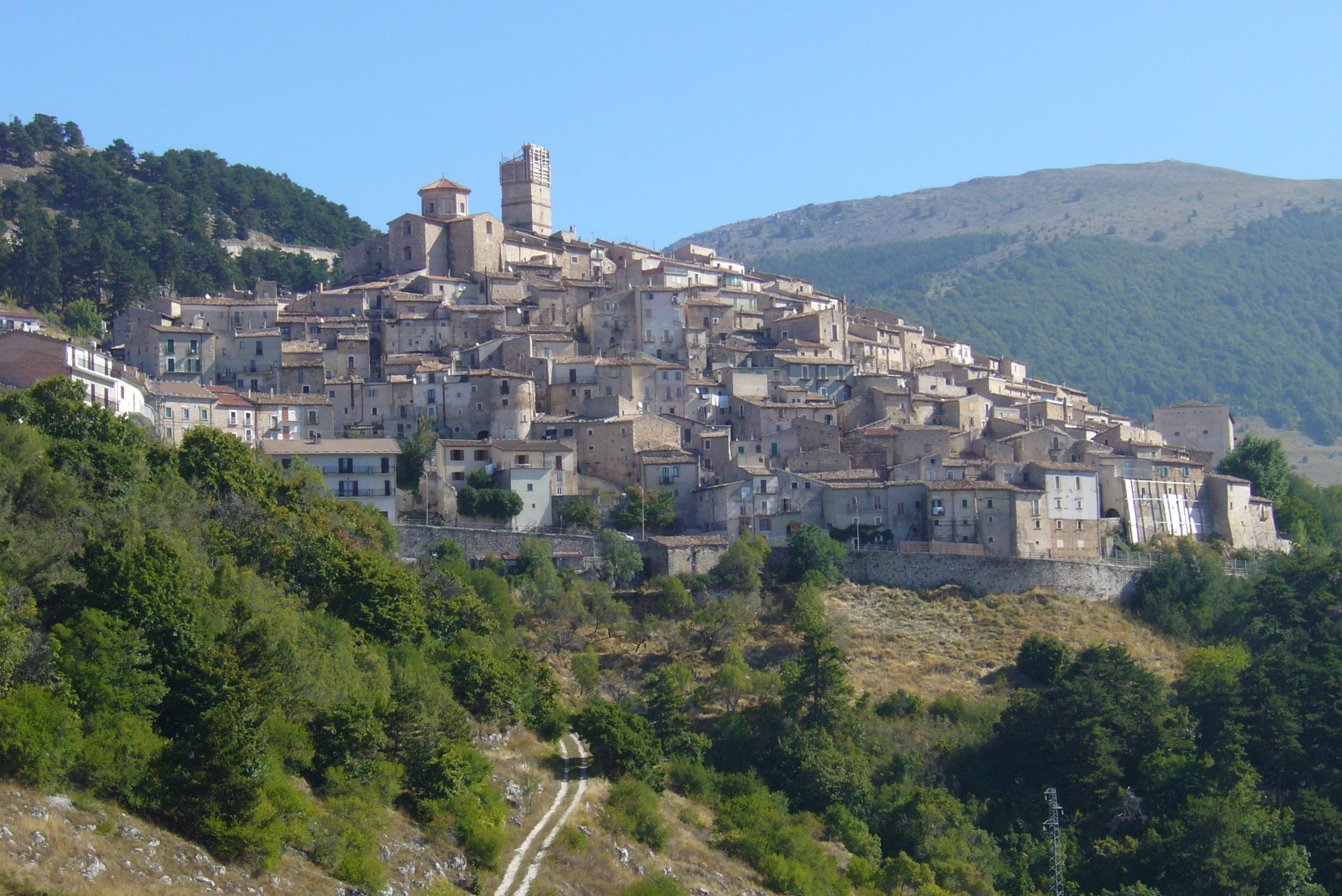
Castel del Monte, location de "La notte delle streghe"

- Rievocazione storica "Battaglia tra Turchi e Cristiani" (Tollo): rievocazione che riguarda l'evento storico del 30 luglio 1566, quando le coste abruzzesi da Pescara a Vasto furono sconvolte dal saccheggio delle galee di Piali Pascià, che a comando dell'esercito turco, compì scorrerie sanguinose, razziando, saccheggiando e bruciando interi centri, anche nell'entroterra, come Tolto, Francavilla al Mare e Miglianico. Secondo la tradizione, essendo Tollo difesa da tre torri di guardia, i turchi non poterono saccheggiarla, e ripiegarono su Miglianico e Ripa Teatina; la tradizione vuole che sulla piazza principale del paese, davanti al monte della chiesa di Santa Maria Assunta, venga montata una torre di cartapesta a simboleggiare lo stemma civico, dove si svolge la "battaglia". I cristiani, asserragliati sulla torre, gettano cocomeri e pasta, simboleggiando l'olio bollente e le pietre che i tollesi scaricarono contro gli assedianti, mentre sul corso Nolli sfilano figuranti in costume antico. Alla fine della battaglia, un angelo sorge dalla cima della torre, simboleggiando l'intervento miracoloso della Vergine a favore dei cristiani, che sfilano per il paese in festa.
- La notte delle streghe (Castel del Monte): si festeggia a metà agosto. L'evento nasce nel 1996 per volere del sindaco Mario Basile, con lo scopo di portare alla luce e alla memoria un'antica credenza popolare abruzzese riguardante le streghe. Il paese tutto si addobba per la ricorrenza, che consiste in una rappresentazione teatrale dialettale itinerante, con diverse scenografie dislocate nei punti principali del borgo medievale. Oltre allo spettacolo, nella piazza si tiene anche il "Mercato delle Streghe" con esposizione di oggetti d'artigianato locale.

## Elenco delle sacre tradizioni
- Festa di Sant'Agnese e delle Malelingue (L'Aquila): ha origini nei primi anni del 900, quando all'Aquila si tenevano certami di stornelli popolari contro il malgoverno e contro alcuni atteggiamenti di ipocrisia[46].

Successivamente la ricorrenza fu consacrata a sant'Agnese, si festeggia il week-end che precede il 21 gennaio, ricordano il costume antico aquilano del parlare male del prossimo alle sue spalle. La manifestazione si articola in più giornate, in un clima si satira mordace, pettegola e diffamatoria, con una giuria popolare che giudica le satira più crudeli e pungenti delle squadre in competizione. I componimenti sono in versi recitati in dialetto locale o cantati sotto forma di stornello, e riguardano situazioni quotidiane locali o regionali o internazionali. Al termine della gara si celebra il vincitore "Agnesino" presso il cortile del Palazzo Civico (in Piazza del Palazzo). Il titolo della manifestazione è organizzato dall'associazione "Pianeta Maldicenza" con la collaborazione della confraternita dei devoti di Sant'Agnese.
- Festa del Volto Santo (Tagliacozzo): si celebra il primo week-end dopo Pasqua, riguardante l'evento avvenuto nel XVII secolo, quando un patrizio dei Colonna, duca di Tagliacozzo, fece dono alla cittadinanza di un'icona sacra ritraente il Cristo sofferente, impressa sul velo della Veronica. La festa si celebra con solenne processione presso il monastero benedettino dei Santi Cosma e Damiano dentro le mura, l'effigie viene fatta passare attraverso la "ruota" delle monache di clausura, prelevata dalla Badessa ed esposta all'interno della chiesa. Dopo la messa presieduta dall'arcivescovo della Diocesi, il sindaco offre un rinfresco presso il Palazzo Ducale, antica sede del potere degli Orsini, poi dei Colonna
- Festa della Madonna di Pietraquaria (Avezzano): la festa è stata istituita in ricordo di un evento miracoloso del 1779, quando il bacino del Fucino fu gravato da una forte siccità. L'icona votiva, già esistente da secoli presso la chiesa sopra il monte Salviano, venne portata ad Avezzano in processione, per richiedere l'intercessione della Santa Vergine; il miracolo avvenne con l'arrivo di grandi nuvole cariche di piogge, che irrigarono i campi. La festa attuale si celebra il 27 aprile, preceduta da una veglia notturna presso il sagrato del santuario, con l'accensione di un grande fuoco, attorno a cui si riuniscono i cittadini a pregare e cantare[47]

La tradizione dei "focaracci" sarebbe nata da una discussione tra avezzanesi e gli abitanti di Cese dei Marsi su chi meritasse la protezione della Madonna; non trovando soluzione, si decise di posizionare la madonna con lo sguardi girato verso sud, affinché fosse "Lei" a scegliere. Gli avezzanesi poi accesero i falò per la città, attirando sempre "lo sguardo" della Madonna. In contemporanea alla veglia notturna col falò, i pellegrini compiono un pellegrinaggio lungo la "via Crucis" verso Avezzano. La sacra icona risale al XVI secolo, frutto di un rimaneggiamento di un'icona dell'epoca bizantina: la Vergine è rappresentata in piedi con la veste color rosso e azzurro trapunto di stelle; sorregge col il braccio destro il Bambino, ignudo che benedice con le tre dita l'osservatore, mentre con la mano sinistra prende il lembo della Madre. Ambedue le figure sono state incoronate nel XIX secolo. L'icona, ogni venticinque anni, viene processionalmente portata dal Santuario al Duomo cittadino, mentre il simulacro ligneo (riproduzione dell'effige dipinta) esce processionalmente dal Duomo ogni anno.
- Festa patronale di San Zopito (Loreto Aprutino): festa particolare folcloristica, che riguarda la celebrazione del personaggio semi-leggendario Zopito, giovane martire delle persecuzioni romane contro i cristiani, festeggiato con una processione per le vie della città, con i portantini che trasportano il busto reliquiario insieme a un bue bianco, ornato da nastri e cavalcato da un bambino, vestito anch'egli di bianco, che impersona un angelo avente un ombrellino, simbolo di purezza. Seguita dalla tradizionale sfilata dei "vetturali" a cavallo, ossia i cavalieri che vendevano l'olio di Loreto, poi artigiani, contadini e melodie tradizionali, la processione avanza per le vie del paese, sino ad arrivare alla Collegiata di San Pietro. Il parroco elargisce la benedizione al bue, che viene fatto inginocchiare davanti al sagrato; secondo una credenza popolare, l'abbondanza dello sterco lasciato dal bue durante il percorso sarebbe un presagio riguardo al raccolto dell'annata. Le prime attestazioni ufficiali della festa risalgono al 1713.

### Principali ricorrenze della Settimana Santa
- Lu Giuviddì Sande (Cellino Attanasio): nell'ambito della Settimana Santa, l'11, 12 e 13 aprile la manifestazione intende valorizzare la tradizione dei canti di questua popolare: numerosi gruppi di musica ripropongono il loro repertorio di canti della Passione per le vie del paese, disseminato di chioschetti d'artigianato locale. La festa è parallela alla "sagra del vino cotto".
- Settimana Santa di Lanciano: i riti della Settimana Santa dal 1608 ca. sono amministrati dall'Arciconfraternita Morte e Orazione, settimana celebrata dalla Domenica delle Palme sino al martedì dopo Pasqua. Oltre a questa confraternita, le confraternite partecipanti ai riti sono quella dei SS. Simone e Giuda Taddeo (chiesa di Sant'Agostino), chiesa della Concezione (chiesa di Santa Maria Maggiore) del Santo Rosario (chiesa del Purgatorio). La sera del Giovedì santo dalla chiesa di Santa Chiara con l'oratorio di San Filippo Neri, patrono della confraternita Morte e Orazione, parte la processione degli Incappucciati;, i confratelli completamente coperti di nero accompagnano il Cireneo scalzo che porta la croce a ricordare il Calvario di Cristo, mentre accompagnano il corteo i simboli della Passione.[48] Tutto il centro storico, dalla discesa di Corso Roma, via Fieramosca, via Santa Maria Maggiore, via Garibaldi, via Cavour, Piazza Plebiscito, via dei Frentani, via dei Bastioni, Piazza, è attraversato dalla processione, che si ripeterà il giorno appresso. Il Venerdì Santo si svolge nella medesima maniera, con l'uscita dei confratelli, in abito diverso, dalla chiesa di Santa Chiara, accompagnati dal suono rozzo delle "raganelle", fatte girare per avvertire il passaggio imminente del feretro del Cristo morto, con dietro l'Addolorata. Insieme ai simboli della Passione, la processione ripercorre le vie principali del centro storico, per poi risalire il Corso Roma e rientrare nella chiesa. L'accompagnamento musicale, da parte della banda civica di Lanciano, da anni ripropone il Miserere di Francesco Paolo Masciangelo.

La Domenica di Pasqua in Piazza del Plebiscito si assiste all'incontro delle statue di Cristo, della Madonna e di San Giovanni Evangelista, detto il "saluto dei Santi"; simile alla ricorrenza della Madonna che scappa a Sulmona, la finzione teatrale prevede l'incontro delle statue, giungendo da tre vie del centro: la Madonna da corso Roma, Cristo da via dei Frentani, San Giovanni da Santa Maria Maggiore; San Giovanni per 2 volte va dall'Addolorata annunciando, senza essere creduto, la Resurrezione, finché non si presenta il Figlio. La veste nera della Madonna sparisce, ricevendo verde, e al suono della banda civica le statue fanno il giro della piazza, venendo ospitate per un giorno nella cattedrale.
- Settimana Santa di Sulmona: è costituita da una serie di eventi religiosi che vanno dal Lunedì santo alla Domenica di Pasqua; le origini risalirebbero al Medioevo, sviluppatesi poi nel XVIII secolo con l'organizzazione ufficiale da parte dell'Arciconfraternita della Santissima Trinità, avente sede nella chiesa omonima sul Corso Ovidio, con la collaborazione della confraternita di Santa Maria di Loreto presso la chiesa di Santa Maria della Tomba[49]. Il giorno del Venerdì santo sono previste in centro ben tre processioni, organizzate dopo il sorteggio della confraternita organizzatrice il Lunedì santo per i portatori del feretro del Cristo e della Madonna che scappa. Quest'ultima, che esce dalla chiesa di San Filippo Neri in Piazza Garibaldi, il martedì santo viene coperta di nero, mentre la rosa che stringe nella mano viene coperta da un fazzoletto; vengono sistemati gli arredi processionali, al centro i simulacri del Cristo morto, della Madonna Addolorata, degli Apostoli Pietro e Giovanni per il giorno di Pasqua. Nel tardo pomeriggio del mercoledì santo la chiesa della Trinità chiude i battenti, riaprendosi il giorno del Venerdì per la solenne processione funebre. Il giorno di Domenica a mezzogiorno, dopo la messa dell'arcivescovo, avviene il rito del posizionamento della statua di Cristo risorto presso l'acquedotto svevo, mentre i due santi Pietro e Giovanni bussano alla porte di San Filippo Neri per tre volte. La statua della Madonna, ancora vestita di nero, avanza lentamente, zigzagando il percorso, fino a metà percorso della piazza, al che, riconoscendo il figlio, "corre" verso Cristo, mentre il telo nero lascia spazio a uno verde, dal fazzoletto del pianto compare la rosa, e dei colombi si librano in volo dallo stesso drappo verde.

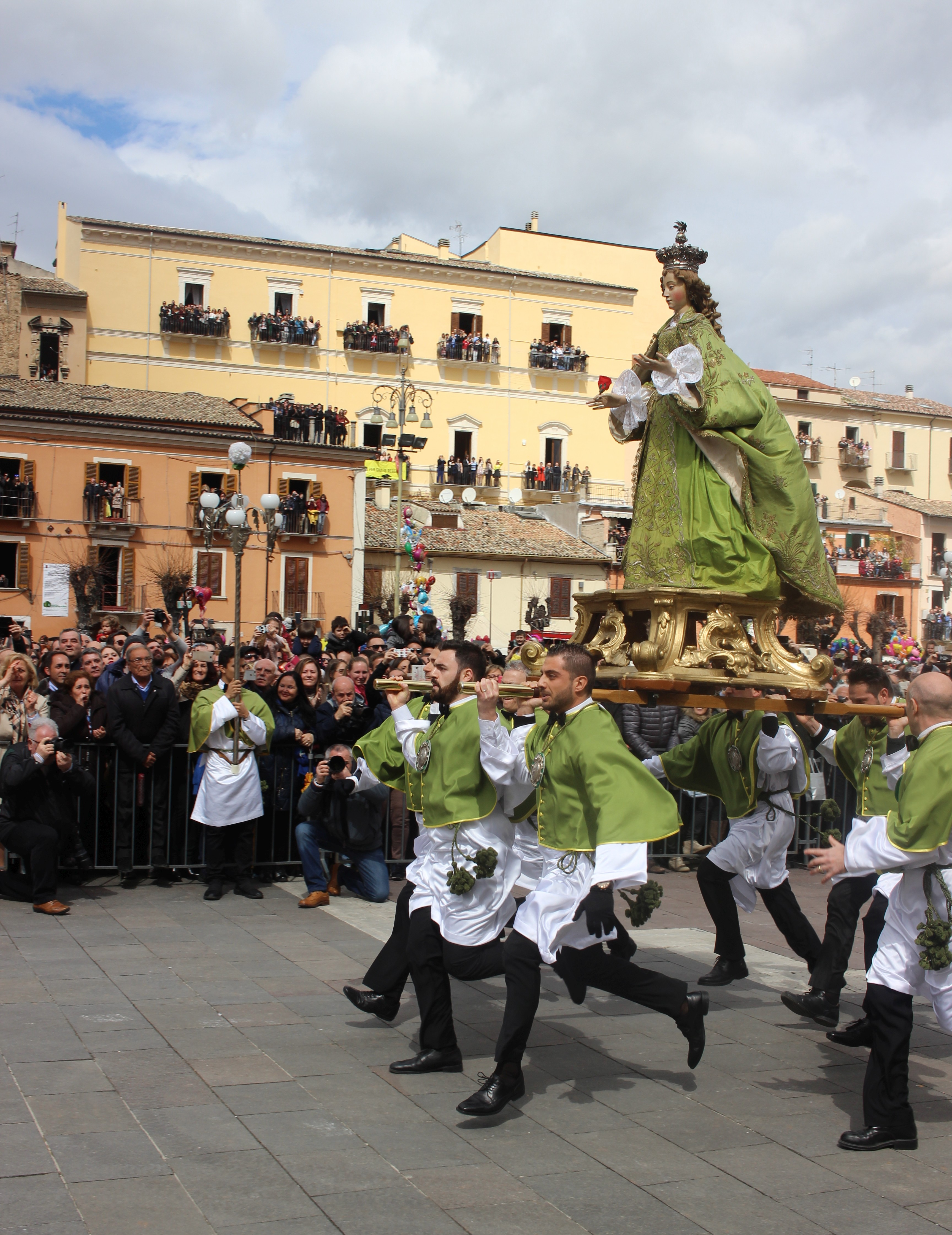
La "Madonna che scappa" di Sulmona

Nella serata del Giovedì santo vengono allestiti nelle chiese più importanti della città i Sepolcri, tra cui il più interessante è quello di Santa Maria della Tomba, dove i confratelli portano la domenica di Pasqua la statua della Madonna. Il Venerdì santo la prima processione della Madonna è organizzata dalla confraternita di Santa Maria di Loreto; la seconda processione avviene la sera, organizzata dalla confraternita della Trinità. Il sabato santo i confratelli scortano la statua della Madonna Addolorata vestita di nero nella chiesa di Santa Maria della Tomba, e poi a San Filippo Neri.

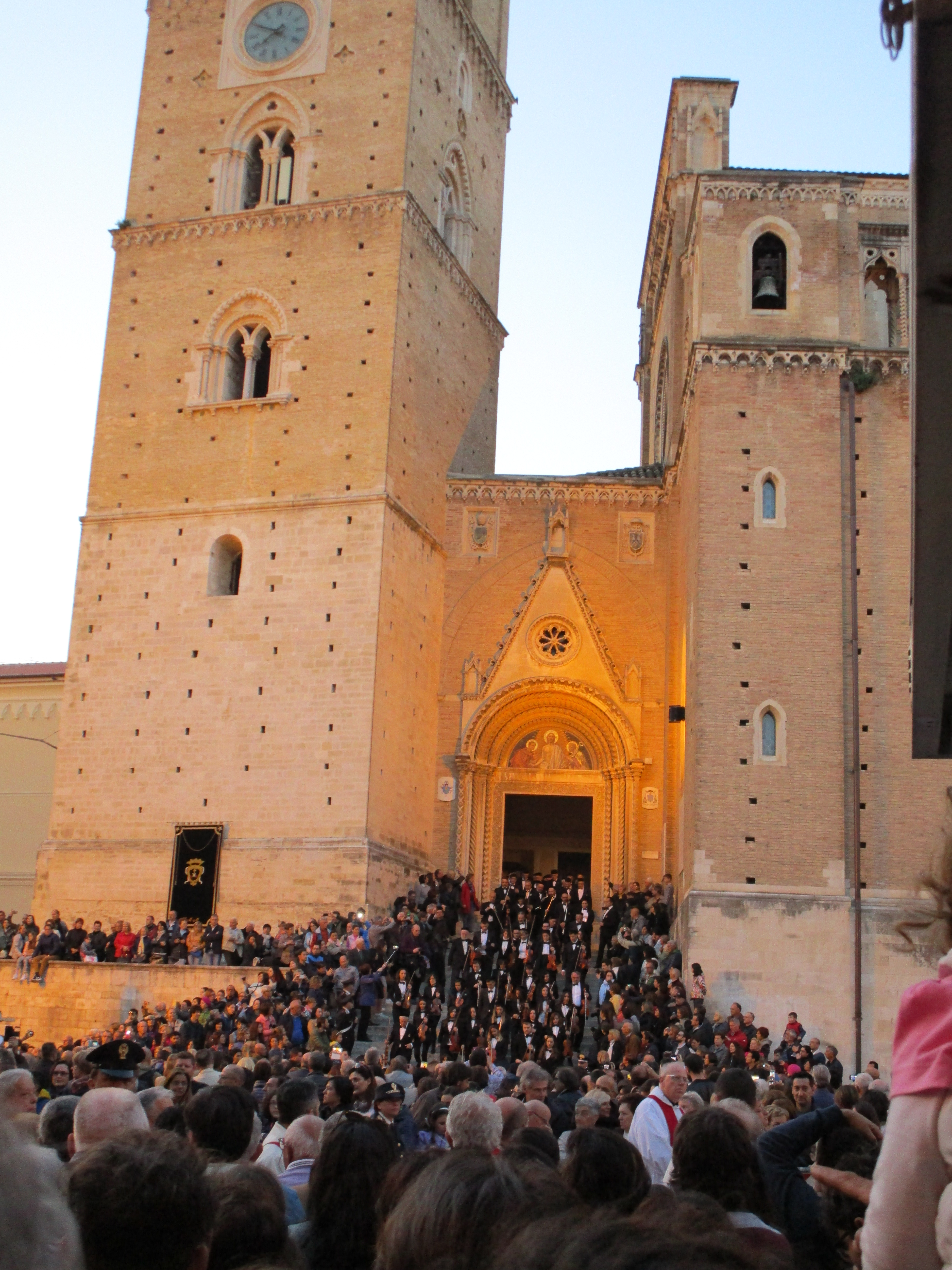
La processione del Venerdì santo di Chieti

- Settimana Santa di Teramo: il giorno del Venerdì Santo, dalle prime ore del mattino la processione dei fedeli si snoda per un percorso che comprende le sette chiese maggiori del centro. La processione ha inizio presso la chiesa di Sant'Agostino (sostituita dal 2016 per il terremoto con quella di Sant'Antonio di Padova), per terminare nella chiesa dell'Annunziata, dove si trova il Cristo morto. La processione, dalle cronache, ha origine nel 1290, partendo dalla chiesa scomparsa di San Giacomo per il percorso funebre; durante il percorso le donne hanno un velo scuro sul capo, trasportando la statua della Madonna, mentre gli uomini attorno a Cristo reggono delle fiaccole. Il percorso delle sette chiese è detto "della Desolata", poiché Maria è alla ricerca del figlio, condannato a morte certa, le chiese rappresentano i "sette dolori" di Maria, fino al termine, da dove parte la processione vera e propria del Cristo morto.
- Processione del Venerdì santo di Chieti: anche Chieti ha una sua tradizione per la preparazione dei riti della Settimana Santa. Tra questi figura la processione del Venerdì santo, ritenuto il più antico d'Abruzzo, richiamando molteplici turisti e fedeli dalla regione e dall'Italia. Secondo la leggenda la processione risalirebbe secondo certe leggende all'842 d.C. anno di ricostruzione della Cattedrale dopo la distruzione di Pipino il Breve, ma le testimonianze iniziano ad esserci con l'istituzione dell'Arciconfraternita del Sacro Monte dei Morti nel XVII secolo[50]. La conformazione attuale della processione risale al XVI secolo, quando venne istituita la Confraternita del Sacro Monte dei Morti, che organizza il rito. Modifiche avvennero tra il XVIII e il XIX secolo, come l'introduzione del coro che intona il Miserere di Saverio Selecchy e dei "simboli della Passione" e della statua dell'Addolorata (1833). In tutto alla preparazione della processione contribuiscono ben 13 confraternite di Chieti. La processione, alle ore 19:00 esce dal sagrato della Cattedrale, dopo l'intonazione dei Sepolcri presso il presbiterio del Duomo, e percorre le strade principali della città, all'alternanza della recitazione delle tappe della via Crucis e del Miserere di Selecchy.

### Feste patronali
- Festa patronale della Madonna della Libera (Pratola Peligna): il culto è legato a un'icona votiva ritrovata nel XVI secolo da Fortunato, un contadino malato di peste, che alle falde di contrada Torre nel Monte Cerreto, dove oggi si trova il santuario, cadde svenuto, stremato dal morbo. In sogno gli apparve la Madonna vestita di rosso, che con una mano celeste si presentò come sua liberatrice, assicurandogli l'immunità dalla peste, e intercedendo anche per i pratolani. Infatti Fortunato, risvegliatosi, tra le rovine della chiesetta del monte, video un occhio, e si raccolse in preghiera, scoprendo l'icona votiva. Il paese venne liberato dalla peste, e nel 1587 venne realizzata la prima chiesetta, rifatta poi sotto aspetto di santuario nel XIX secolo. La festa della Madonna si svolge la prima domenica di maggio, con esposizione di bancarelle per il centro storico, fino alla solenne messa con la processione della statua.
- Festa del Perdono - Corteo delle Chiavi di San Tommaso Apostolo (Ortona): risale al 1479, quando papa Sisto IV concesse l'indulgenza plenaria a chi avesse fatto visita alla Basilica di San Tommaso ad Ortona, dove dal 1258 sono custodite le sacre reliquie dell'apostolo. Solitamente la celebrazione si tiene nella prima settimana di maggio, con una rievocazione storica composta da sfilata di personaggi in abiti rinascimentali (il Corte della Dama delle chiavi), che attraversano le strade principali della città, partendo da Piazza Porta Caldari, attraversando il corso, fino al sagrato di San Tommaso e al castello aragonese. Il corteo raggiunge la Cattedrale, con la dama reggente le chiavi, una che apre l'urna della cappella del Santo con il busto reliquiario in argento, e l'altra il busto stesso per poter ammirare le reliquie. Il corteo presso il castello poi, si incontra con la figura del capitano Leone Acciaiuoli, che nella spedizione a Chio ricevette le indicazioni del luogo di sepoltura di San Tommaso. La domenica di maggio si svolge il rito del Dono a San Tommaso, in cui i cittadini fanno a gara per offrire in regalo al santo le primizie locali. Infine presso il porto si svolge la processione delle barche, in ricordo appunto dello sbarco delle reliquie.
- Festa delle Farchie (Fara Filiorum Petri): festa patronale di Fara, è anche la più rappresentativa del concentrato di tradizioni tipiche riguardanti il culto di Sant'Antonio abate in Abruzzo. L'origine della festa deriva dall'intercessione di Sant'Antonio abate presso i faresi il 16 gennaio 1799, durante l'occupazione francese dell'Abruzzo per sottrarre il territorio al governo borbonico. Fara era attorniata da un grande querceto che si estendeva sino a contrada Colli; venendo i francesi da Bucchianico in direzione di Guardiagrele, video apparire Sant'Antonio in veste di guerriero, che incendiò gli alberi in un cerchio di fuoco che avvolse le mura di Fara , facendo fuggire i soldati. In occasione di tale protezione, la festa si svolse e si celebra ancora oggi presso la chiesetta di Sant'Antonio, nel cimitero comunale, con processione delle grandi farchie provenienti dal paese: grandi fasci cilindrici di canne legati con rami di salice rosso, di diametro ondeggiante tra i 70 e i 100 cm, e la lunghezza di 7-9 metri. Le contrade che le preparano sono Colli: Mandrone, Madonna, Vicenne, Fara paese, Crepacci, Campolungo, Colle Anzolino, Colle Sant'Antonio, San Donato, Sant'Eufemia, Pagnotto e Giardino, i cui rappresentanti a bordo di un trattore portano le farchie presso il piazzale del cimitero. Il viaggio è accompagnato da litanie in dialetto locale, un suonatore si mette a cavallo della farchia suonando la fisarmonica, mentre un tamburino si mette a capo di ogni corteo. Scaricata la farchia nel piazzale, inizia l'innalzamento, e al termine di ciò, inizia l'accensione di ciascuno allo sparo di mortaretti.
- Festa di San Domenico - "Lu Lope de San Duméneche" (Pretoro): la prima domenica di maggio, in concomitanza con la più famosa festa di Cocullo (AQ), a Pretoro si festeggia la sacra rappresentazione popolare de "Lu Loupe" (il lupo), in riferimento al miracolo di San Domenico da Sora che riuscì a salvare un bambino infante rapito da un lupo nel bosco, miracolo avvenuto presso la grotta del Lago di San Domenico, nel comune di Villalago (AQ), vicino a Cocullo. Il rapimento sarebbe avvenuto durante la distrazione dei genitori, intenti a raccogliere rami per riscaldarsi in mezzo al bosco, il santo apparve al lupo e gli parlò, intimandogli di riportare il bambino dove lo aveva prelevato. La rappresentazione attuale, con la voce narrante del poeta dialettale di Chieti Raffaele Fraticelli, include un bambino neonato vero e proprio, l'ultimo nato del paese, per tradizione, e al termine di ciò, inizia la festa con solenne processione nel bosco, mentre alcuni "serpari" mostrano i cervoni per le vie del paese.
- Festa dei serpari (Cocullo): è una delle feste più suggestive e antiche d'Abruzzo, dove si mescolano tradizione pagana e cristiana. Da una parte, secondo alcuni critici, però messa in dubbio da denologi come Ernesto De Martino, il culto viene fatto risalire alla divinità Angizia, protettrice dei Marsi, dall'altra a San Domenico di Sora, protettore contro il morso del serpente. Si narra che il santo alla fine del X secolo partì da Villalago, dove pregava presso una grotta, raggiungendo Cocullo, essendo minacciato di morte dai paesani. In paese frappose un orso tra lui gli assalitori, soggiornando a Cocullo per 7 anni, lasciando in segno di riconoscenza ai paesani che l'ospitarono un dente, custodito nel santuario di Santa Maria delle Grazie, poi spostato nella Parrocchia di Villalago, rivale di Cocullo. La cerimonia è documentata sin dal XVII secolo, ripresa anche dall'Istituto Luce negli anni venti, studiata sin sai primi antropologi abruzzesi, quali De Nino, Finamore, Romani, Pansa, ed è stata fissata attualmente al 1º maggio, dopo vari cambiamenti. I fedeli con dei rituali dal sapore pagano, prima della festa vera e propria, si recano nei boschi attorno al paese per recuperare i serpenti cervoni; che saranno mostrati alla folla per essere strofinati, in modo da purificarsi dalle paure del soprannaturale. Mentre un fedele nella chiesa, durante la messa, fa suonare la campanetta mordendo la corda, in riferimento al dente miracoloso del santo, la statua lignea, una volta uscita dall'accesso, viene ricoperta di serpenti, e portata in trionfo per il paese.
- Festa della Madonna dei Miracoli (Casalbordino): si celebra in ricordo dell'apparizione mariana al contadino Alessandro Muzii nel 1576, durante una forte grandinata. Il contadino pregò la Madonna di risparmiare il suo campo, e venne esaudito, così fece erigere una piccola cappella votiva presso il campo stesso, che poi venne ampliata divenendo un vero santuario. Il poeta Gabriele D'Annunzio in alcune sue lettere a Barbara Leoni e nel romanzo Trionfo della morte (1894) descrive coma devozione popolare verso la Madonna dei Miracoli fosse così forte e ancestrale da scadere nella vera e propria idolatria cieca di poveri ammalati e folli senza speranza, che chiedevano qualsiasi grazia. L'icona sacra della Madonna del XVI secolo oggi si trova incastonata nell'altare, pertanto non trasportabile, e nel giorno di festa vien portata in processione dal santuario sino al centro di Casalbordino una statua copia in legno.
- Festa dei Talami - Santa Pasqua (Orsogna): non è la festa patronale, ma per importanza ha soppiantato la ricorrenza di san Nicola, il 19 dicembre ,si tratta di un gruppo di sette quadri biblici (numero variabile nelle annate susseguitesi dai primi del Novecento, come annotano Finamore e Giancristofaro) tratti dall'Antico e Nuovo Testamento, portati in sfilata per le vie principali della città (Corso Raffaele Paolucci, Piazza Mazzini, via Rosica, Corso Trento e Trieste) sia il Lunedì dell'Angelo che il giorno di Ferragosto. La manifestazione nacque nel periodo medievale, coniugano la devozione religiosa a riti propiziatori per il futuro raccolto. Ufficialmente la tradizione si consolidò dal XVII secolo grazie alla Confraternita della Madonna di Loreto, che aveva sede in una chiesa posta davanti alla parrocchia di San Nicola, purtroppo distrutta nel 1944. In origine c'erano rappresentazioni teatrali di figuranti, poi ridotte a pose sceniche sopra catafalchi. Ora la manifestazione riguarda la recitazione muta e immobile sopra palchi, figuranti immobili in pose plastiche e teatrali, attori giovani e meno giovani scelti tra i cittadini interpretano scene allegoriche (negli ultimi anni sono privilegiate le scene tratte sai Vangeli, la Genesi, Caino e Abele, la Natività, il Figliol Prodigo, scene della Passione, Resurrezione); in alto ad ogni pannellone si trova una grande sole a raggi in legno dorato, con legata una "madonnina" interpretata dalle ragazzine del paese, rappresentando la Madonna del Rifugio, cui è dedicata la sagra. Infatti il primo talamo fu realizzato in onore della Madonna, di cui presso il sagrato della chiesa di San Nicola esisteva la chiesa, distrutta nel 1943-44. I fedeli misero in scena il quadro che sovrastava l'altare maggiore, nel quale la Madonna dal visco scuro (detta Madonna Nera di Loreto), copriva col manto azzurro quattro persone in preghiera.

### Feste patronali delle città

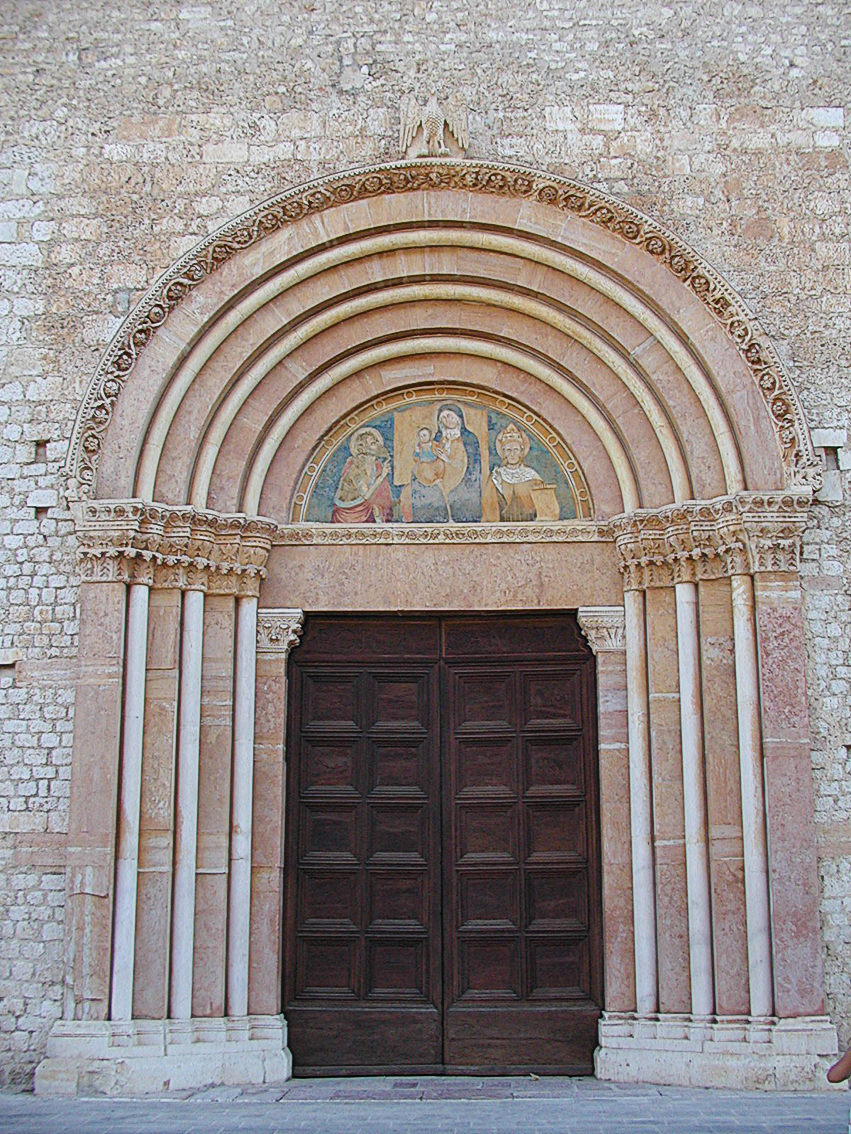
La Porta Santa di Collemaggio

- Perdonanza Celestiniana (L'Aquila): ricorrenza patronale aquilana che si celebra il 28 e il 29 agosto, facendo riferimento all'indulgenza plenaria perpetua istituita da frate Pietro da Morrone, nominato poi Papa Celestino V, la sera della stessa incoronazione il 29 agosto 1294. Incoronato presso la Basilica di Santa Maria di Collemaggio da lui stesso fatta erigere intorno al 1287-88, vi parteciparono i sovrani Carlo II d'Angiò, Arrigo VII di Lussemburgo, cardinali e nobili: la "bolla del Perdono" coinvolgeva chiunque avesse visitato la basilica dai vespri del 28 a quelli del 29 in occasione del giorno di San Giovanni, ricevendo automaticamente la remissione dei peccati.

La prima celebrazione della Perdonanza avvenne nel 1295 contro la volontà del nuovo Papa Bonifacio VIII, che tentò di annullare l'indulgenza di Celestino con la bolla del 28 agosto. Altro luogo importante della basilica è la "Porta Santa" posta sul fianco sinistro; nel 1327 le spoglie di Celestino vennero traslate da Ferentino a L'Aquila, e conservate nel sacrario realizzato nel XVI secolo. La celebrazione attuale della festa prevede una settimana di festeggiamenti, ed esibizioni a carattere sacro e musicale, con la presenza anche dell'associazione L'Aquila Jazz, che si esibisce in concerto sul piazzale della basilica. Gli ultimi due giorni prevedono un corteo storico per il centro della città e sulle vie principali: Corso Vittorio Emanuele, Corso Umberto I, Corso Federico II, Piazza Duomo, via Crispi, dove partecipa l'associazione dei Banderai dei Quattro Quarti, fino a raggiungere, alla presenza del vescovo e del primo cittadino, la basilica, con lettura della bolla del Perdono, e la proclamazione di remissione dei peccati dei fedeli presenti.
- Festa di Sant'Andrea (Pescara): è la tradizionale festa pescarese che si celebra l'ultima domenica di luglio, dedicata al santo patrono dei pescatori. La tradizione risalirebbe all'anno 1867, quando a Castellammare Adriatico (allora comune autonomo fino al 1927, che comprendeva la parte a nord-est del fiume Pescara, affacciato sul Porto Canale), presso il villaggio di Borgo Marino (dove oggi sorge la parrocchia moderna del 1963), fu costruita la chiesetta del santo. La marineria celebrò fino ad oggi il santo con una processione in mare. La tradizione odierna rispetta quella antica: dopo la messa nella chiesa, attualmente in quella moderna, la statua del santo viene accompagnata verso il porto, attraversando le vie dello storico rione (via N. Fabrizi, via Puccini, via Pietro Gobetti, Piazza Sant'Andrea) dove vengono deposte corone per i pescatori scomparsi. Al porto una flottiglia aspetta la statua, tra queste viene scelta la privilegiata per accogliere il santo, il parroco e gli amministratori della città. Dal porto parte la processione sul mare, che arriva sino alla spiaggia di Montesilvano, una corona d'alloro viene gettata in acqua durante il viaggio in ricordo dei caduti del mare.
- Festa di San Cetteo Patrono (Pescara): detto "Pellegrino", fu vescovo della città di Amiternum (oggi contrada di San Vittorino, presso L'Aquila), venendo eletto nel 590, sotto il pontificato di papa Gregorio I. La leggenda narra che Pellegrino fu accusato ingiustamente di aver tradito la città durante il passaggio dei Longobardi, essendosi rifugiato a Roma; così il 13 giugno 597 venne processato e ucciso mediante annegamento sul fiume Aterno. Il corpo fu portato dal fiume sino alla cittadina di Aternum (Pescara), dove venne raccolto e venerato nel luogo dove venne eretta la chiesetta del Sacramento, e poi cattedrale. La chiesa è documentata nel XIII secolo, in foto storiche del primo Novecento mostrava uno stile del XVI-XVII secolo, nel 1929 fu demolita e rifatta nel 1933-38 in stile neoromanico dall'architetto Cesare Bazzani. Le reliquie del santo sono state custodite per anni a Chieti, e restituite a Pescara solo nel 1977, per cui venne realizzato uno speciale busto reliquiario in argento.

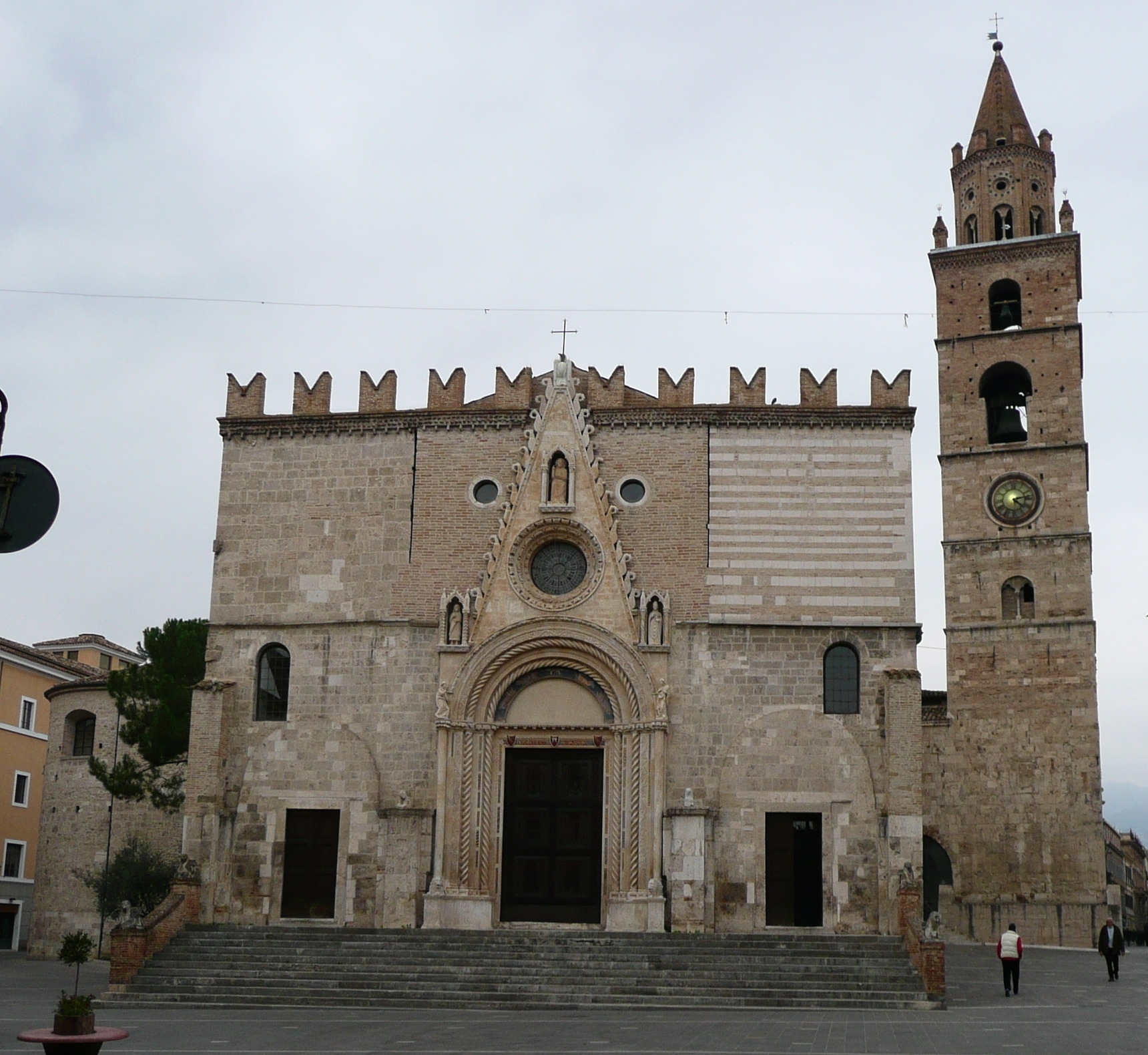
Duomo di Teramo

La festa sotto aspetto di processione, si svolge nell'area del quartiere Porta Nuova, tra il sagrato della Cattedrale, corso Manthoné, via dei Bastioni, viale Gabriele d'Annunzio e Piazza Emilio Alessandrini.
- Festa di San Giustino (Chieti). consiste nella celebrazione della santa messa nella Cattedrale, e nella sfilata del corteo religioso per le principali vie della città, sino al rientro nel Duomo. Il corteo prevede nella parte centrale i portantini che reggono il busto reliquiario in argento dorato, opera di Nicola da Guardiagrele (XV secolo): le vie principali sono Piazza San Giustino, via Asinio Pollione, Corso Marrucino, piazza Trento e Trieste, Piazza Valignani, via Arniense, via de Toppi, via degli Agostiniani, via de' Tintori, Corso Marrucino, Piazza San Giustino.
- Festa di San Berardo Vescovo (Teramo): il 19 dicembre la celebrazione prevede delle sante messe, la lettura della "Legenda di San Berardo" riguardo all'agiografia del santo, la benedizione delle reliquie, l'accensione del Cero votivo alle reliquie e la processione per la città.
- Feste di Settembre - Incoronazione di Nostra Signora del Ponte (Lanciano): la tradizione vuole che nel 1833 due sacerdoti si recarono a piedi presso il Vaticano per prelevare le corone d'oro per la statua della Madonna del Ponte presso la cattedrale. I lancianesi, saputa la notizia, attesero una notte intera l'arrivo delle corone, recandosi a Castelfrentano, dove scortarono le corone con delle torce sino alla città, passando per la chiesa di Santa Chiara, verso le ore 2:00 del mattino, fino all'arrivo in Piazza del Plebiscito. L'accordo della diocesi con papa Gregorio XVI autorizzava il vescovo Francesco Maria De Luca a solennizzare al massimo le feste di settembre in città, con grande partecipazione della cittadinanza, la cui tradizione per l'adorazione verso la Nostra Signora del Ponte e Regina del Popolo Frentano era attiva sin dal XII secolo, con il ritrovamento della statua presso il ponte romano di Diocleziano. Le celebrazioni vennero ufficializzate con un programma preciso soltanto nel 1920, programma ripreso ancora oggi, con la "nottata" del 14 settembre, quando alle 4 del mattino di questo giorno l'avvio delle feste è segnato dallo sparo di fuochi pirotecnici presso l'ex ippodromo, e degustazione in Piazza Garibaldi della pizza con peperoni. Nei tre giorni successivi il programma religioso prevede varie manifestazioni, messe e processioni con la banda civica, sino alla solenne processione del 16 settembre (ogni notte a mezzanotte, tra l'ultima del 16 all'una, i fuochi saranno sparati in giochi pirotecnici presso l'ex ippodromo delle Rose); la solenne processione parte dalla Cattedrale, risalendo il Corso Trento e Trieste, compiere un giro e tornare di nuovo nella Piazza del Plebiscito.
- Festa di San Michele Arcangelo (Vasto): si festeggia il 29 settembre; il santo divenne patrono di Vasto nel 1837, quando qualche anno prima venne invocato dalla popolazione per un'epidemia di colera, che non colpì la città. Il santo patrono della città era San Teodoro, ma già dal XVII secolo i vastesi invocarono ripetutamente questo santo durante gravi situazioni come carestie, pestilenze e smottamenti del terreno presso lo strapiombo del centro storico (Muro delle Lame - Loggia Amblingh), venendo in qualche maniera esauditi. La processione della statua del santo parte dal santuario ottagonale presso il promontorio sopra la villa comunale, spostandosi nel centro della città.
- Festa di San Panfilo Vescovo (Sulmona): si celebra da tempi molti antichi, dato che la sua prima attestazione risale all'affresco del "calendario liturgico bominacese" nell'oratorio di San Pellegrino di Bominaco (XIII secolo). La festività si celebrava in primavera, coinvolgendo tutto il sestiere medievale di Borgo San Panfilo (l'area delimitata dal Duomo, dalla villa comunale e l'inizio del Corso Ovidio). Nel giorno della festa c'era la tradizione di consumare pasti inconsueti, per una sorta di riscatto sociale da parte dei più poveri. Le celebrazioni attuali in onore del santo prevedono la processione del 28 aprile per le vie principali della città, con il busto reliquiario portato in trionfo, realizzato nel 1459 da Giovanni di Mario di Cicco.
- Festa patronale di San Donato Vescovo (Guardiagrele): si celebra il 7 agosto, con processione dalla chiesetta di San Donato fuori le mura, sfilando da Piazza Garibaldi per via Roma sino a Piazza Santa Maria Maggiore. Oltre alla processione, nella città vengono organizzati anche mercati, tombole e processioni in costume tradizionale abruzzese, con le donne che reggono le conche di rame. La festa è stata descritta anche dal poeta dialettale Modesto Della Porta. San Donato è venerato insieme a Sant'Emidio, invocato dai guardiesi durante il terremoto del 1706, e di cui esiste un altare presso il Duomo di Santa Maria Maggiore.
- Festa di San Rocco (Roccamontepiano): santo patrono del comune, la cui statua si trova nel santuario omonimo posto all'ingresso del Comune, la sua festa è il 16 agosto. Pellegrini si radunano presso il santuario e la sua grotta sotterranea con l'acqua miracolosa, provenienti dai paesi di Ari, Serramonacesca, Fara Filiorum Petri, Chieti, Guardiagrele, San Martino sulla Marrucina, prima della santa messa si visita la grotta, la cui leggenda vuole fosse stata visitata proprio da Rocco di Montpellier nel XIV secolo. La celebrazione civile vuole la sfilata di cortei in costume tradizionale, con le donne che portano le conche di rame, adornate da fiori.
- Rito di San Franco d'Assergi: nato ad Assergi presso L'Aquila (XII secolo), Franco Pellegrino dopo anni di vita monastica, decise di sperimentare una vita ascetica di assoluto isolamento, volendo vivere come Giovanni Battista. Scelse una grotta presso il Monte San Franco, sopra il borgo del Vasto (oggi semi-distrutto). Dopo la sua morte, la grotta dove visse divenne meta di pellegrinaggi, di cui si ricorda quello del Monsignor Giuseppe Coppola del 1747, che pose un'icona votiva presso la sorgente ritenuta miracolosa; dei restauri iniziarono a susseguirsi: l'altarino in maiolica venne realizzato nel 1854 dai fratelli Matteo e Luigi Cappelli; nel 1945 ci fu il restauro definitivo dell'impianto a cappella, con rifacimento della copertura nel 1958. Il santuario è un ottimo punto di partenza per valicare il Passo delle Capannelle; i fedeli vi si recano nel giorno della festa del santo per attingere all'acqua sorgiva, mentre poi assistono alla processione del busto reliquiario del santo per le vie del paese, uscendo dalla chiesa di Santa Maria Assunta.
- Rito di San Michele (Liscia): la grotta di Sant'Angelo sorge appena fuori dal paese, frequentata sin dall'VIII secolo d.C. circa, venerando il santo patrono dei Longobardi. La leggenda vuole che un uomo di Palmoli, mentre pascolava le mucche vicino al fiume Treste, notò che un giovane toro si perdeva ogni giorno, salvo tornare allo stazzo la sera. Incuriosito, l'uomo vide che il toro si recava in raccoglimento presso una grotta, dove si trova una sacra icona dedicata a Michele Arcangelo, e sotto cui sgorgava dell'acqua. Ritenuto l'evento miracoloso, i Marchesi del Vasto fecero erigere sopra la grotta una chiesa con delle fontane che raccolgono l'acqua, mentre dal pavimento si può accedere allo stretto cunicolo che porta alla grotta sacra, dotata di piccolo altare per le celebrazioni. La festa di San Michele a Liscia si festeggia l'8 maggio, con la processione dei cittadini di Liscia verso San Buono, percorrendo il tratto di strada verso il santuario. I fedeli si riuniscono nella grotta per bere l'acqua miracolosa, "sfregarsi" sulle pareti rocciose per purificarsi dai peccati, e dopo le abluzioni, si riuniscono nella piana per consumare cibo a base di ventricina, salame piccante locale.

## Presepe abruzzese
Il presepe abruzzese vanta una tradizione storica molto antica, per cui Pescara ha creato un allestimento speciale presso l'associazione "Mousikè - Arte delle Muse" (via Piomba) raccogliendo oltre 600 presepi artigianali. Naturalmente la tradizione risente molto dell'influsso napoletano, anche se alcune località hanno sperimentato una tradizione tutta loro, volta soprattutto a valorizzare il costume locale abruzzese, e i suggestivi paesaggi d montagne, colline, borghi medievali, chiese e castelli. Tra questi si ricorda il compianto mastro Giuseppe Avolio (1883-1962) di Pacentro (AQ), di cui si conservano alcune opere nel paese natio, e un monumentale presepio presso il Museo delle Genti d'Abruzzo.
Questa caratteristica di interpretazione abruzzese della grande tradizione napoletana, è evidente soprattutto nei centri di montagna della provincia aquilana, con gli scenari dei centri storici, o naturali, come il castello di Rocca Calascio o le grotte di Stiffe (San Demetrio), entro cui si allestisce un presepe vivente dal 1996, mentre all'Aquila, prima del terremoto del 2009, i lavori d'arte erano ospitati nelle chiese, per poi essere dislocati in aule apposite, o nel Museo Nazionale d'Abruzzo al Borgo Rivera. Nella provincia di Chieti, oltre all'allestimento tradizionale nel corridoio del Convitto "Giambattista Vico" (nel capoluogo) da parte del maestro Giuseppe Di Iorio, c'è la tradizionale mostra di Lanciano nell'auditorium del Ponte Diocleziano dell'associazione "Amici del Presepe", con dozzine di esposizioni artistiche realizzate sia da maestri della provincia, sia da artisti nazionale, che hanno donato le loro opere, e sia dai ragazzi delle scuole elementari, medie, e istituti di cura presenti nel territorio lancianese.
Nella chiesa di Sant'Antonio di Padova inoltre, dal 2017 è esposto per donazione il monumentale Presepio del Cardinale Anton Ludovico Antinori (XVII secolo) di mirabile fattezza napoletana. Ad Atessa invece è stata allestita presso l'ex mercato del pesce sotto Piazza G. Oberdan la "Mostra Permanente del Presepio", dove sono evidenti le interpretazioni locali della Natività, con lo sfondo del centro storico atessano.
La tradizione dei presepi viventi è presente quasi in tutti i comuni abruzzesi, ma quelli più specializzati, e da dove partì la tradizione, sono Rivisondoli, Roccaraso e Pianola di Roio (L'Aquila). Il presepe di Rivisondoli nacque nel 1951 nel cuore dell'Altopiano delle Cinque Miglia, in ricordo della rinascita simbolica del paese e di quelli limitrofi, ancora freschi della distruzione e degli eccidi perpetrati dai nazisti lungo la linea Gustav, come il massacro civile di Pietransieri e la distruzione casa per casa di Roccaraso.

## Musica popolare

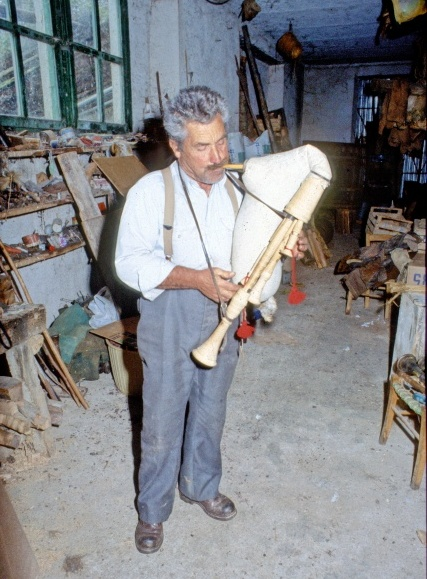
Artigiano con la zampogna

Verso la metà dell'800 ci fu in Abruzzo un interesse da parte dei primi specialisti riguardo alla musica popolare, e le sue varie sfaccettature per la diversità delle stesse, che venivano eseguite in maniera eterogenea nelle macro-regioni della Marsica, della Frentania, della conca Amiternina, del teramano e del pescarese. Il pioniere di questi primi studi fu Francesco Paolo Tosti, che nutriva una forte passione per il canto popolare, insieme all'amico Gabriele D'Annunzio; altri studiosi più specializzati furono Gennaro Finamore, Cesare De Titta, Luigi Dommarco, Ettore Montanaro, Antonio Piovano, Imola Galli, Domenico Lanci.
Se Tosti ebbe il merito di iniziare queste ricerche nel 1888 in occasione di una festa che si tenne a Francavilla al Mare, luogo che frequentava abitualmente per la presenza dell'amico Francesco Paolo Michetti nel suo "conventino", Luigi Renzetti, Roberto Angelini e Francesco Tancredi avviarono veri e propri studi d'approfondimento, oltre ad essere loro stessi protagonisti compositori di pezzi in dialetto locale. A Francavilla Tosti presenziò a una sorta di festival dove venne presentato il pezzo "Se 'na scingiata te putesse dà" di Tommaso Bruni, con la sua musica. Altri studiosi furono Antonio Di Jorio, celebre compositore atessano di musica da banda, Guido Albanese e Settimio Zimarino. In tale contesto si costituirono dei veri e propri festival come la Maggiolata Ortonese, le Settembrate Abruzzesi, i Canti della Montagna, i Canti del Mare e il festival di Francavilla.
Se da un lato l'interesse per la canzone tradizionale abruzzese si rinnovò con nuove composizioni, molti pezzi erano già esistenti, trasmessi dai popolani oralmente, e vennero trascritti da questi studiosi, tra cui soprattutto Dommarco (Vola vola vola) e De Titta (Arvì - Sand'Antonie a lu deserte - Campanelle). Anche Finamore dette il suo contributo, pubblicando anche due volumi di Novelle popolari abruzzesi per Carabba editore (Lanciano). Nel primo Novecento (1911-1919) Arturo De Cecco con Francesco Tancredi organizzarono i festival di Francavilla, mentre a Lanciano nel 1896 si tentavano nuovi esperimenti col maestro e storico Luigi Renzetti. Un percorso formativo vero e proprio a Lanciano ci fu tra il 1921-22, ma ebbe vita breve. Nel 1920 a Ortona nacque l'iniziativa Piedigrotta Abruzzese per volere di De Cecco, a cui presero parte Di Iorio, Albanese, Zimarino. Oltre ai canti nuovi presentati questo concorso, vennero trascritti quelli storici Vola vola vola di Dommarco e Albanese e Mare nostre di De Titta e Di Iorio. Il Vola vola vola nel 1953 verrà riconosciuto come "inno abruzzese", noto in tutto il mondo.
La Maggiolata di Ortona aprì grandi spiragli ai musicisti popolari abruzzesi, rinnovando il canto folkloristico regionale: i padri furono Albanese, Zimarino e Di Iorio, che componevano i pezzi da eseguirsi da parte dei cori dei popolani in costume tradizionale. Tra questi si ricordano "Conca d'ore - Giovannella di Scanno" e altre come "Core me" di Aniello Polsi. Alle soglie della seconda guerra mondiale, la Maggiolata si estinse, e non venne più ripresa. La Settembrata Abruzzese di Pescara fu un'organizzazione folkloristica rimasta nella memoria regionale, sotto la gestione di Antonio De Laurentiis, con massimo esponente Ferri Teodori, cui parteciparono vari poeti abruzzesi tra cui Ottaviano Giannangeli. I Canti di Montagna furono guidati da don Antonio Pintori, aventi come protagonisti i popoli della Majella e del Gran Sasso.
Il festival dei Canti del Mare ha avuto come città protagonista Roseto degli Abruzzi (prima edizione nel 1981), anche se non riuscì a farsi conoscere al livello regionale, tantomeno nazionale, perdendo vitalità dopo poche edizioni. Il Festival della Canzone Abruzzese-Molisana nacque a Vasto nel 1955, destinato a riscuotere un grande successo, con i pezzi di Nilla Pizzi, Jula De Palma e altri, con partecipante d'eccezione la Banda e l'orchestra del coro "Antonio Di Iorio" di Atessa. Il festival di Francavilla "Viuella d'ore" raggiunse notorietà, andando poi in decadenza, terminando nel 1979. Nell'aquilano si ricorda il festival della Montagna di Tornimparte diretto da Mario Santucci
Attualmente alcuni festival specializzati in musica popolare si tengono ancora a Vasto, Ortona e Pescara, dove nel Museo delle Genti d'Abruzzo è stata allestita una speciale mostra, mentre un'altra si conserva nel Museo Musicale Tostiano a Ortona.

## Strumenti musicali della tradizione
Gli storici del folklore hanno catalogato un totale di 98 strumenti musicali della tradizione popolare abruzzese. Tra questi i più famosi sono la zampogna, conosciuta sin dall'antichità con nome latino tibia utricularis. Il poeta D'Annunzio la cita quando parla dei pastori abruzzesi nelle sue prose, spiegando che l'assemblavano con la cera dei torchi votivi e con i fili di lino ricavati dalle vecchie tovaglie d'altare. Ne sono state rinvenute due tipologie che prendono il nome dai luoghi di provenienza: una dell'area del Fucino, detta "zampogna avezzanese", mentre l'altra di Cerqueto di Fano Adriano nel teramano è detta la "cerquetana". Sono entrambe zampogne zoppe, ossia arcaiche, perché mancanti di meccanismo particolare che consenta una maggiore estensione delle note. Tradizione della zampogna è di essere suonata nel periodo natalizio dagli zampognari, per le vie dei borghi e delle città, porta a porta, alla ricerca di qualche soldo. Oltre alla ricorrenza natalizia, la zampogna è da sempre uno strumento usato in varie ricorrenze in Abruzzo, per feste, per matrimoni e per rievocazioni storiche in costume, accompagnata anche dai canti, di cui esiste la tipologia della "maitunata", un'improvvisazione in versi d'augurio per le coppie che si sposeranno, motivo frequente nel territorio di Castel di Sangro e Barrea.
Il secondo strumento principale è "lu fregavente", detto così perché il suono è prodotto dal vento che penetra lo strumento, meglio conosciuto come "flauto di Pan". Lo strumento a quattro, cinque, sette o nove canne ha origini leggendarie che lo riportano alla mitologia dell'antica Grecia. Il passaggio da flauto di Pan alla zampogna avviene dal momento in cui alcune canne, trasformate in pive fatte di legno di bosso o di olivo, vengono introdotte in un sacco di pelle come serbatoio d'aria, ricavato dalla pelle di capra rivolta e poi conciata. Gli strumenti più antichi di derivazione abruzzese, si trovano a Roma nel Museo delle Arti e Tradizioni Popolari, mentre altri esemplari, insieme a zampogne e "ciaramelle", sono conservate nel comune molisano di Scapoli (IS) nel Museo Internazionale della Zampogna.
Terzo strumento è "lu 'Ddu bbotte" ("due estremità", ossia la fisarmonica), così chiamato perché ha solo due bassi e per il continuo movimento dell'aprire e chiudere il mantice dell'organetto, e il flauto che nelle culture antiche assumeva un significato fallico, distinguendosi come strumento musicale perfetta maschile e dunque solitamente proibito alle donne. In Abruzzo questo organetto o fisarmonica è frequentissimo nelle ricorrenze popolari, usato sia nell'ambiente privato collinare-montano dell'Abruzzo e del Molise, che nelle feste in compagnia. Sono state create varie varietà di brani musicali per l'organetto, come il bombardone, la pizzica, il saltarello.
Gli strumenti a percussione in Abruzzo si dividono nei membranofoni, come i tamburi, gli idrofoni come le "raganelle" (frequentemente usate per la processione del Venerdì santo); i membranofoni presentano distinzioni come nella Valle Peligna, dove vengono costruiti completamente in legno, e nella Valle del Mavone (Teramo), dove sono realizzati in legno e metallo, di metallo è la cassa di risonanza, congeniale all'uso in ambito militare. Appartengono agli idiofoni le "nacchere abruzzesi", che sono a spatola e non da dito: ne sono state individuate due tipologie, una "del fusaro" perché costruita dai tornitori di fusi, e l'altra del carrettiere", perché fatta dai costruttori di carri agricoli, utilizzata per guidare i passi di danza del frustino. Lo strumento principe dalla danza abruzzese è "lu mascrille", un mezzo sistro, assai antico, conosciuto anche a Roma e nell'antico Egitto, realizzato con un ramo biforcato di un albero o di una forchetta di legno dimessa, appartenente al gruppo dei crepitacoli, caratterizzati da oggetti risonanti sospesi a un telaio e agitato con le mani. Come sempre a Cerqueto si conservano vari esemplari nel museo delle Tradizioni, e si specifica che era principalmente usato nei riti sacri, come le processioni del Venerdì santo e del Corpus Domini, insieme alle "tabelle", alla "crilliera" e alla "tiritappe".

## Gastronomia della tradizione
Importanza per il folklore abruzzese ha anche la cucina, di cui esistono varie pietanze (primi, secondo, dolci) preparati appositamente per speciali ricorrenze, come la Pasqua, il Natale, il Carnevale. Tra questi si ricordano le chiacchiere e la cicerchiata di Carnevale, le crispelle e le caldarroste con vino cotto per l'autunno e la festa del vino novello, le pizzelle per il Natale, le pupe e i cavalli per la Pasqua. Una sala ben approfondita riguardo all'uso del cibo misto alle tradizioni popolari si trova nel Museo delle Genti d'Abruzzo a Pescara.

## Costumi

### Generalità
L'Abruzzo più di altre regioni italiane, tende a conservare gli antichi costumi, assai variegati nelle diverse macro-regioni, mentre altri presentano soltanto lievi variazioni, pur sostanziali, come quelli di Scanno e di Pettorano sul Gizio. Si caratterizzano soprattutto i costumi femminili, che possiedono notevole grazia nella fattura e nell'opulenza tipica dell'abbigliamento da festa ricamato, e delle ricorrenze religiose.

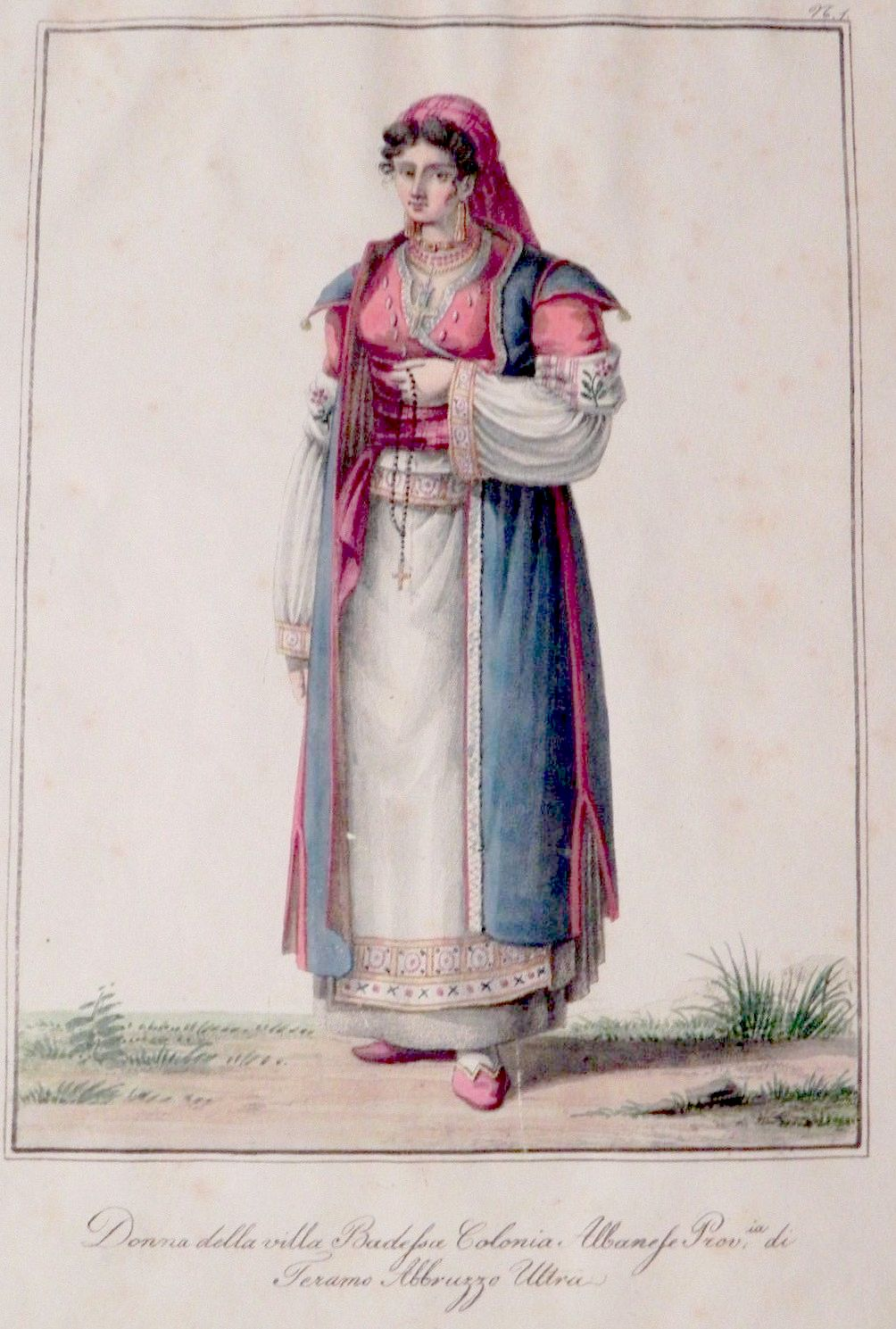
Costume femminile di Villa Badessa (Rosciano)

Il costume femminile, in generale, è costituito da elementi essenziali: gonna ampia, corpetto e camicia vaporosa; la gonna è di colore nero o rosso, di stoffa pesante, bordata da ricami dorati, ricoperta davanti da un grembiule bianco di lino con applicazioni di merletti. Il corpetto di solito è in velluto nero, può presentare applicazioni di passamaneria, insieme a vari tipi di tessuti e intrecci utilizzati per la guarnizione nell'abbigliamento, come bottoni o fiocchetti. Sotto il corpetto si indossa una camicia bianca con pizzi ricamati a mano, reminiscenza degli antichi indumenti femminili del Rinascimento, di cui si ricorda la tradizione del "merletto a tombolo aquilano" di Pescocostanzo (AQ). La testa è coperta da un fazzoletto ampio e bianco, in certi casi un vero e proprio turbante come nell'esempio di Scanno, abbellito con inserti di altra stoffa, solitamente quella della gonna. A caratterizzare il costume femminile abruzzese era un panno rettangolare color "vinaccia", avvolto al corpo all'altezza del petto, fungendo da sottoveste; era in lana e tessuto di casa.
Identico al cosiddetto "fasciatore", molto più grande, era il mantello o lo scialle rustico da usare l'inverno per coprirsi il capo in giù, e ancora oggi sono visibili alcuni esempi grazie alla presenza di donne anziane che conservano le tradizioni; nel 1965 un documentario della Rai illustrò come le donne del paese di Frattura (Scanno) usassero tutte questo indumento all'arrivo dell'inverno. Per il lavoro dei campi si calzavano le cosiddette "ciocie", ciabatte molto pesanti e dure in cuoio o gomma; per il corredo di nozze o da esibire in occasione delle ricorrenze speciali, si usavano elementi sferici oppure ovali d'oro, chiamate "cannatore", forse di origine longobarda, frequenti soprattutto nel costume scannese, oppure i tipici ciondoli in filigrana, la famosa "presentosa" a forma di stella con due cuori intrecciati al centro (la cornice ha una linea guida generale, ma ne esistono diverse varietà), il gioiello legato alle dichiarazioni d'amore, e infine gli orecchini pendenti a navicella, detti "sciacquaje".

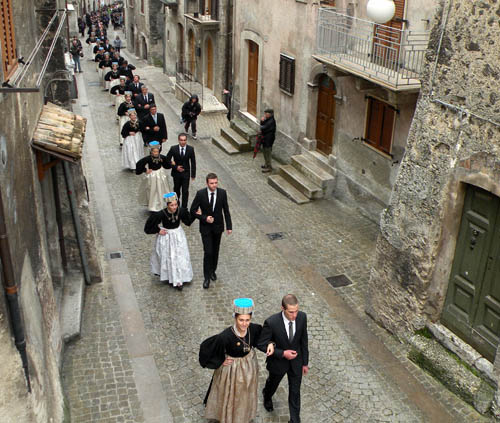
Rievocazione de "Ju Catenacce" a Scanno

L'abito nuziale femminile della tradizione abruzzese prevede: in testa il velo o un fazzoletto di tulle bianco lungo fino alle spalle, il corpetto in seta rossa con maniche lunghe e polsini allacciati con bottoni dorati, la gonna bianca e grembiule azzurro in lino o altro tessuto, le scarpe nere di cuoio e calze bianche. Più semplici sono i costumi maschili: realizzati in panno di velluto nero, con pantaloni al ginocchio, calzettoni bianchi, giacchetta corta con bottoni, panciotto e camicia con il colletto ricamato, ai piedi le "ciocie" e i cui lacci legano intorno i polpacci, coperti di grosse calze in lana bianca oppure semplici scarpe di cuoio con fibbia d'argento.
Benché questi costumi oggi vengano esibiti solo in speciali ricorrenze, degli studi approfonditi e degli esemplari originari (anche se alcuni sono solo delle ricostruzioni) sono presenti innanzitutto nel Museo delle Genti d'Abruzzo (Pescara), dove oltre ai costumi tipici di Scanno, Ortona e Pettorano, sono illustrate delle xilografie sui costumi tipici di alcuni centri dell'aquilano, tra l'Aterno e la Marsica (XVIII sec), e dove viene illustrato anche l'abbigliamento tipico del pastore transumante, poi nel Museo civico del Costume Tradizionale Abruzzese-Molisano (Sulmona), nel Museo delle Icone Sacre Bizantine di Villa Badessa (Rosciano), poiché si tratta dell'unico villaggio abruzzese di fondazione croato-slava, nella Pinacoteca civica dei fratelli Palizzi di Vasto (dove si trovano dei bozzetti realizzati da G. Smargiassi sui lavori tipici del XVIII secolo nel Regno di Napoli), nel Museo del Costume e della Tradizione della Nostra Gente a Guardiagrele.

### Costumi per ricorrenze speciali
- Costume tradizionale femminile: fazzoletto ampio colorato, in seta o cotone o lana, frangiato; camicia bianca lunga fino alla caviglia in panno di lino tessuto in casa; grande scollatura diritta con bordo rifinito a uncinetto oppure a tombolo; manica lunga larga all'attaccatura a pieghe stretta, il polsino da legare con bottone o con nastrino largo quanto il gomito, per permettere di essere tenuto accorciato e rimboccati sull'avambraccio. Indumento tipico del costume tradizionale era il panno rettangolare a vinaccia che veniva avvolto all'altezza del petto, mentre un mantello a scialle rustico veniva usato per coprirsi il capo in giù. Le contadine più evolute usavano "lu fazzulittòne", scialle nero in cotone o lana con ampia frangia, corpetto di colore lilla o viola azzurrino, o verde, allacciato all'altezza della vita. Sulle spalle veniva posto un fazzoletto colorato in seta con frangia, piegato a triangolo e con le punte infilate nella cintola tra il corpetto e la camicia. La gonna era in lana grigio-ferro, stretta alla cintola e lunga sino alla caviglia; durante il lavoro nei campi veniva piegata e arrotondata con cura e simmetria, annodata dietro in modo da formare due code e lasciare scoperto il "fasciatore" e l'orlo inferiore della camicia. Dal modo di piegatura della gonna si valutava il grado sociale della donna e la sua grazia. Durante il lavoro nei campi la donna portava infilato in vita un canovaccio che aveva diverse funzioni: come cercine da posare sulla testa della gonna, ma di colore blu gessato, legato alla cintola con due strisce; le calze in cotone erano lavorate a mano.

Elementi tipici del costume tradizionale della donna, oltre al corredo di gioielli e alla coperta abruzzese è la conca abruzzese. Tradizionale contenitore domestico di liquidi, soprattutto acqua fresca raccolta alla fonte. Diffusasi anche nel Lazio meridionale e nel Molise, la conca è realizzata in rame, con due manici ad ansa in ferro battuto, la conca ha il fondo concavo e l'imboccatura larga; ha un accentuato restringimento che le dona la caratteristica forma che serve a stabilizzarla meglio, rendendo più difficile lo sversamento del liquido, sia quando è portata, sia quando è ferma. Le donne che raccoglievano l'acqua alla fonte, riportandola poi nelle case, tengono la conca in perfetto equilibrio sul capo aiutandosi con un panno avvolto a forma di ciambella, poggiato sulla parte superiore del cranio.

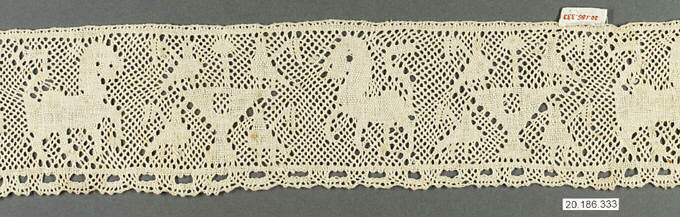
Il merletto a tombolo di Pescocostanzo

- Costume tradizionale abruzzese per le feste speciali: camicia di fine cotonina ornata di pizzo al collo e pieghettine sul petto; gonna di lana pesante con applicazioni di velluto e impunture colorate, dietro raccolta in pieghe all'altezza della vita e liscia davanti. Giacchettino di taffetà ornato di velluto, grembiule di seta damascata ornato con un bordino ricamato; al collo e in testa scialle di seta damascata; calze di cotone lavorate ai ferri, scarpe di pelle nera con tacco basso, allacciato con una piccola fibbia o con bottoncino; grossi orecchini d'oro lavorati, detti "sciacquaje".
- Costume nuziale abruzzese per donna: In testa il velo o fazzoletto di tutte bianco lungo, il corpetto di seta rossa con maniche lunghe e polsini allacciati con bottoni dorati, gonna bianca e il grembiule azzurro in lino o altro tessuto; scarpe nere di cuoio e calze bianche.
- Costume per lutto femminile: giacchettino, camicetta chiusa e allacciata sul davanti con bottoni automatici; gonna ampia e larga, a pieghe verticali, lunga sino a piedi, calze lavorate e grembiule con bordino e tasche; in testa sciarpa o fazzoletto stretto sotto il mento, in nero.
- Fazzoletto femminile: immancabile nel costume tipico femminile, esprimeva una situazione fisica, una condizione dello spirito, uno stato d'animo a differenza dell'acconciatura. Il cosiddetto "fazzole a la ritonne" è piegato a triangolo e fasciava strettamente la fronte, veniva legato dietro la nuca, nella tipica foggia di lavoro, esprimendo dunque la fatica e la stanchezza nei campi. "Fazzole posate a la cocce", piegato sempre a triangolo veniva posto sciolto sulla testa, foggia da passeggio o riposo, esprimeva la calma e la tranquillità; se gli angoli anteriori venivano legato sotto il mento, si esprimeva il dolore. "Fazzole arimminàte a la vije arrète", piegato a triangolo, con gli angoli dietro il collo, foggia civettuola di ragazze allegre nei giorni di festa. Altra foggia da lavoro era quello che aveva due angoli laterali ripiegati e fermati sulla testa. Sul fazzoletto così portato la donna poneva il cercine e il peso da trasportare, come la conca. Spesso si ripiegava solo l'angolo anteriore del fazzoletto, l'altro veniva lasciato pendere sulla guancia, usato per sventolarsi il viso e asciugarsi il sudore.

### Museo del Costume popolare Abruzzese-Molisano (Sulmona)

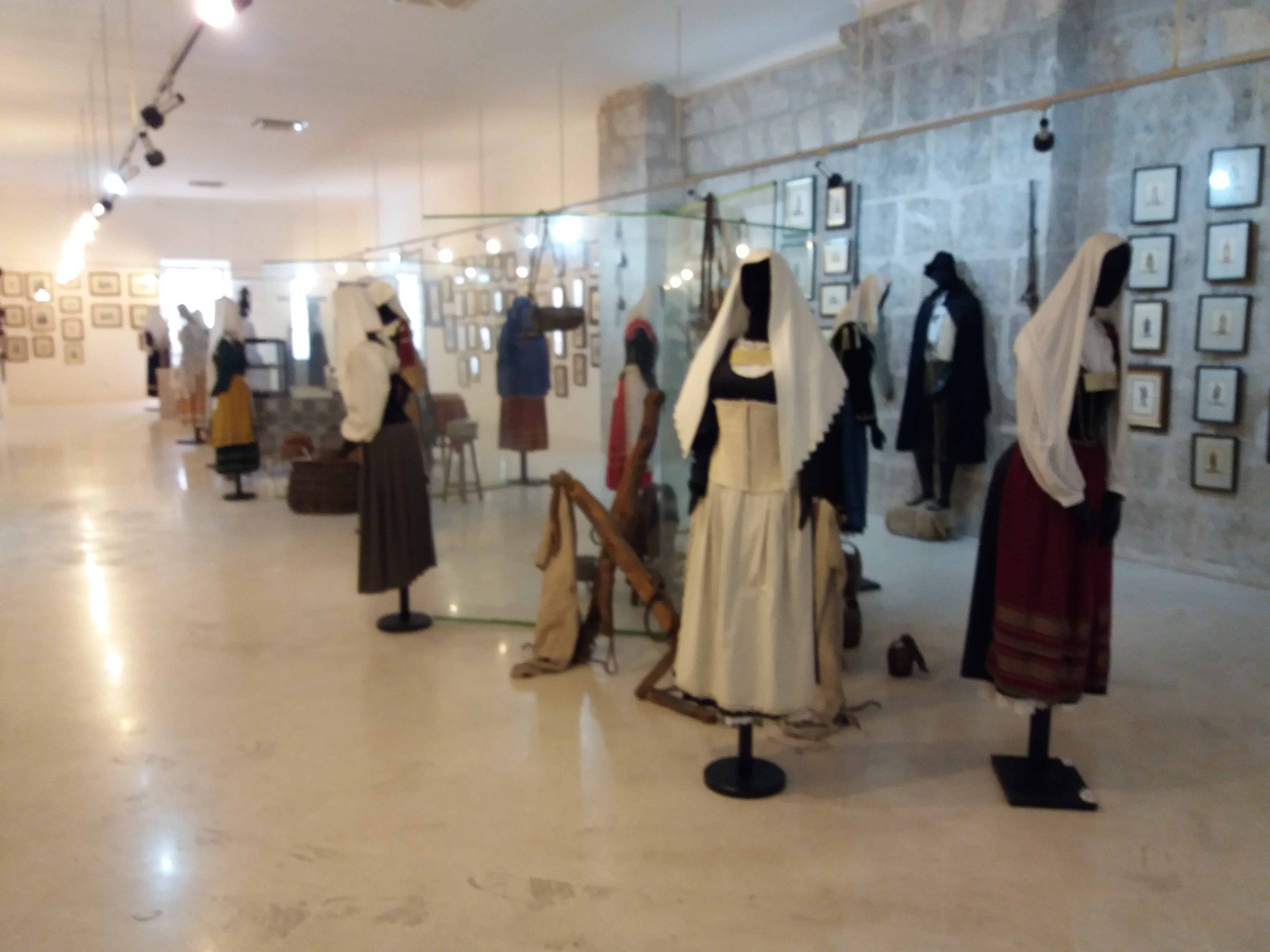
Costumi femminili nel Museo civico di Sulmona

Ospitato nel Palazzo della Casa della Santissima Annunziata sul Corso Ovidio, conserva circa 160 stampe settecentesche della collezione Accardo (1790) con riproduzioni del costume popolare abruzzese maschile e femminile per comune o villaggio. Nella seconda metà del Settecento re Ferdinando IV di Napoli ordinò la rilevazione dei costumi tradizionali per regione del regno tutto, per realizzare la sua personale Real Fabbrica di Porcellane (1771) con i disegni dei costumi. In Abruzzo il lavoro andò avanti dal 1790 al '93, ma vennero realizzate anche incisioni, xilografie, litografie, acquarelli, molti dei quali ospitati nel museo di Sulmona. La più antica raccolta di stampe riguarda le n. 1-2: Pastore e donna d'Isernia (1791-90), mentre l'ultima opera in ordine cronologico è il disegno di Francesco Paolo Michetti della donna in costume di Pietraferrazzana (CH).
Oltre ai disegni, si conservano dei manichini con i costumi tipici, in gran parte ricostruzioni filologiche, ad eccezione degli esemplari di Scanno e Pettorano, in cui sono evidenti le differenze stilistiche, soprattutto tra i costumi delle genti di montagna (appunto questi due esemplari) e di quelle del mare e della collina: il panno di lana nero per attrarre i raggi del sole, usato nell'entroterra, non è rispettato dai costumi della costa, che hanno la lana a tinte chiare. Alla raccolta Fulgensi appartengono gli oggetti legati alla pastorizia, come la transumanza, bastoni con manico a uncino, ombrelli, fucili, strumenti tipici dei guardiani di pecore, ma anche campanacci, attrezzi per marchiare il gregge, corni per la polvere da sparo, lampade, bottiglie, scodelle.

## Musei abruzzesi dedicati alle tradizioni popolari
Provincia dell'Aquila
- Museo della civiltà contadina e pastorale, presso Villa Torlonia, Avezzano
- Museo civico aufidenate, presso l'ex convento di Santa Maria Maddalena, Castel di Sangro
- Museo della civiltà contadina, Ateleta
- Museo della Pastorizia, Balsorano
- Museo della civiltà contadina di Civita d'Antino
- Museo della civiltà contadina, Collelongo
- Centro studi "Alfonso Maria Di Nola" sul sacro rito dei Serpari di San Domenico, presso il palazzo municipale di Cocullo
- Museo del merletto a tombolo di Pescocostanzo, presso Palazzo Fanzago
- Museo della lana, Scanno

Provincia di Pescara
- Museo delle Genti d'Abruzzo, Pescara, ex caserme borboniche in via delle Caserme, zona Portanuova
- Museo etnografico della civiltà contadina, Loreto Aprutino, complesso dei Musei civici di Loreto
- Museo dell'olio di Loreto Aprutino, presso il palazzetto Amorotti
- Museo delle tradizioni e arti contadine, Picciano

Provincia di Chieti
- Museo del costume e della tradizione della nostra gente, Guardiagrele, ex convento di San Francesco
- Museo dell'artigianato artistico abruzzese, Guardiagrele, ex convento delle Clarisse in via Roma
- Musei di Palazzo d'Avalos a Vasto, Museo del costume antico
- Museo musicale d'Abruzzo e Archivio Francesco Paolo Tosti, presso il Palazzo Corvo a Ortona, con sezione dedicata alla Maggiolata ortonese
- Museo Etnografico di Bomba, preso l'ex mercato coperto
- Museo civico memorie della vita contadina a Borrello, presso il palazzo municipale
- Museo del maiale a Carpineto Sinello
- Museo delle tradizioni familiari a Castiglione Messer Marino
- Museo per l'economia tra l'antichità ed il Rinascimento a Monteodorisio, presso il castello dei D'Avalos
- Palazzo "Fiorinvalle di Terra d'Oro" e casa natale di Cesare De Titta, Sant'Eusanio del Sangro
- Museo dei cuochi di Villa Santa Maria, ospitato presso il nuovo istituto alberghiero
- Mostra permanente del presepio abruzzese, Atessa, ex mercato coperto di Piazza Oberdan
- Mostra permanente della civiltà contadina locale e della memoria di "Tommaso Coccione", a Poggiofiorito, corso Vittorio Emanuele III, casa del musicista Vincenzo Coccione
- EnoMuseo (museo della tradizione del vino) di Tollo, via C. Battisti

Provincia di Teramo
- Museo civico etnografico di Atri
- Museo musicale "Antonio Di Jorio" di Atri
- Museo civico della cultura materiale[collegamento interrotto] a Roseto degli Abruzzi
- Museo delle tradizioni artigiane, Tossicia